# Alexanderreich

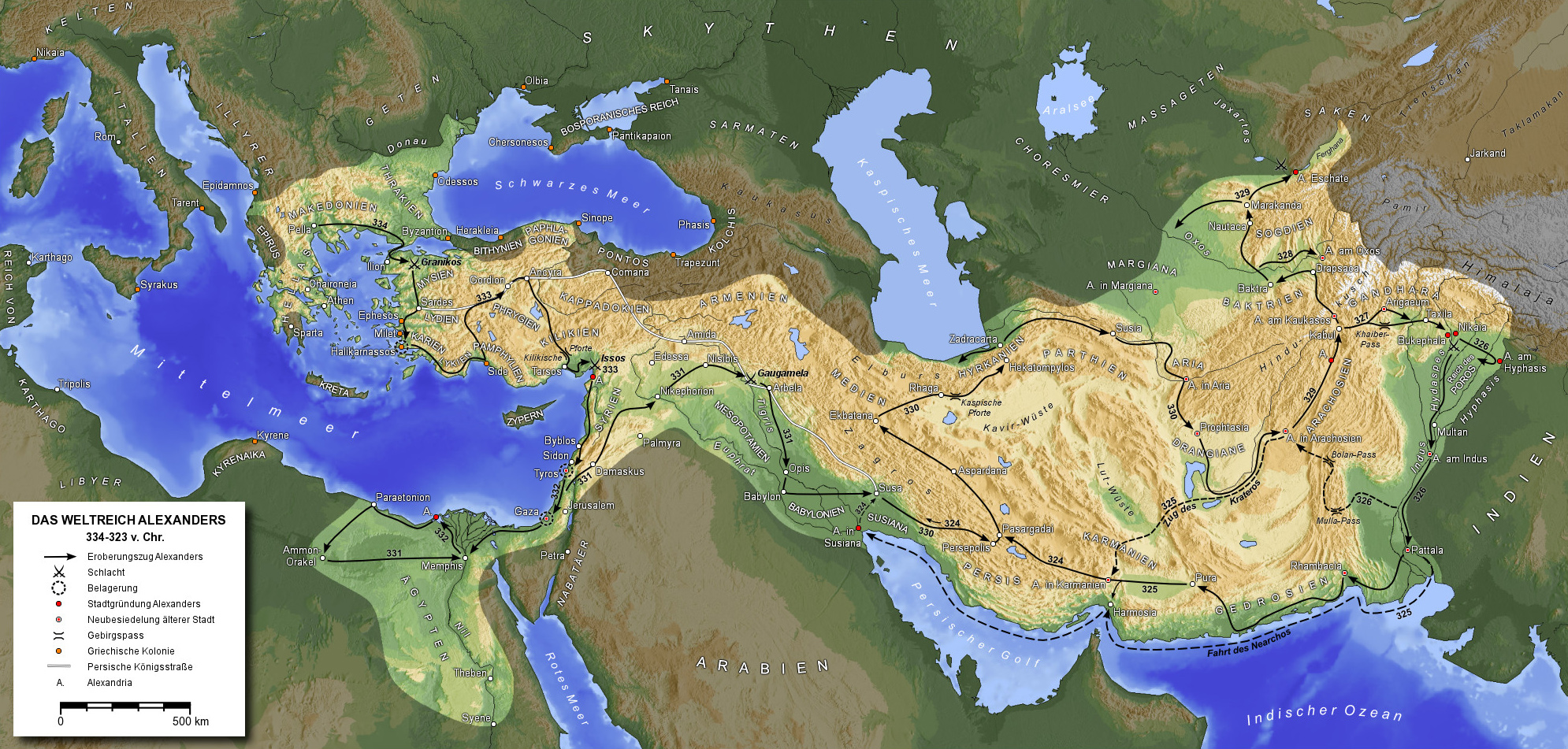
Das Reich Alexanders des Großen in seiner territorialen Ausdehnung im Jahr seines Todes 323 v. Chr.

Das sogenannte Alexanderreich bezeichnet in der althistorischen Forschung jenes Großreich der Antike, das sich unter Alexander dem Großen im Laufe des Alexanderzugs herausgebildet hatte und in seiner vollen Größe von 324 bis etwa 319 v. Chr. bestand. Da Alexanders politische Stellung in einigen Gebieten unterschiedlich legitimiert war und er seine Herrschaft auch entsprechend regional verschieden ausübte, lässt sich diesem Staatsgebilde kein geographischer Raumbegriff außer dem Namen seines Herrschers zuordnen.
Das Alexanderreich basierte im Wesentlichen auf einer Personalunion von dreierlei verschiedenen Herrschaftsbereichen: Jenem von Makedonien, des Altpersischen Reichs und Ägyptens. Darüber hinaus hatte Alexander die Oberherrschaft über die meisten griechischen Städte im Hellenenbund von Korinth und einige barbarische Stämme des Balkans ausgeübt. Sein Reich erstreckte sich dabei über mindestens 19 Gebiete heutiger moderner Staaten (Griechenland, Nordmazedonien, Bulgarien, Türkei, Syrien, Jordanien, Israel, Libanon, Zypern, Ägypten, Libyen, Irak, Iran, Kuwait, Afghanistan, Turkmenistan, Tadschikistan, Usbekistan und Pakistan) und berührte einige weitere an ihren Peripherien (Ukraine, Rumänien, Albanien, Armenien, Aserbaidschan, Saudi-Arabien und Indien). Nach seinem Tod zerfiel sein Reich schließlich im Rahmen der Diadochenkriege und wurde unter seinen Nachfolgern, den Diadochen und Epigonen, aufgeteilt. Dabei bildete sich die hellenistische Staatenwelt heraus.

## Charakteristik

Makedonien und der Hellenenbund von Korinth im Jahr 336 v. Chr.

Das Altpersische Reich der Achämeniden in seiner größten Ausdehnung um 500 v. Chr.

Das nach moderner Wortschöpfung als „Alexanderreich“ bezeichnete Staatsgebilde war der historische Nachfolger des altpersischen Reichs der Achämeniden, mit dem es geographisch nahezu deckungsgleich war, allerdings um das Heimatland seines Eroberers Makedonien samt den unter seiner Hegemonie stehenden griechischen Stadtstaaten auf dem europäischen Erdteil erweitert. Gelegentlich wird es deshalb auch „Großmakedonisches Reich“ oder „makedonisches Imperium“ genannt, zumal mit dem Eroberungszug Alexanders die alte persische Herrscherkaste durch eine neue makedonische verdrängt wurde, die sich aus den Reihen seiner Gefährten (hetairoi) rekrutierte und die als seine Nachfolger (diadochoi) auch das weitere historische Geschick des östlichen Mittelmeerraums bestimmten, bis zu dessen Eroberung durch Rom. Weiterhin war das Alexanderreich ein Vielvölkerstaat, in dem die Herrschaft auf unterschiedlichen Instrumenten der Legitimation fußte, die Alexander in Personalunion auf sich vereinte. Allein seine Person konnte sich für die Einheit des Reiches verbürgen, für das es keinen geographischen Raumbegriff noch für sein Staatsvolk einen Namen gab.
Da sich Alexander zeit seines Lebens mit nichts anderem so intensiv als mit der Kriegführung beschäftigt hatte, wurde und wird seine Vorbildfunktion als Staatsmann, Reichsorganisator und Friedensrichter in Frage gestellt, zumal sein Reich kurz nach seinem Tod in einer jahrzehntelangen Abfolge von Kriegen zusammenbrach. Augustus hat ihn deshalb kritisiert und die Herrscherfunktion als der inneren Ordnung und des Friedens dienend höher betont, als immer nur neues Land zu erobern. Wie Alexander Demandt allerdings bemerkte, hatten Augustus nach seinem Sieg im Bürgerkrieg noch mehrere Jahrzehnte der Herrschaft zur Verfügung gestanden, die er zur Konsolidierung der inneren Friedensordnung des römischen Reichs (pax Augusta) nutzen konnte. Alexander aber ist mit nur 33 Jahren gestorben, kaum dass er sein Reich hatte erobern können, was ihn eher mit Karl dem Großen, Dschingis Khan und Napoleon Bonaparte verbinde, deren Reiche ebenfalls schnell zerfielen, ihre Politik aber noch auf Jahrhunderte hinaus wirkte. Überhaupt könne man Alexander nur bedingt in die gängigen Modelle klassischer Staatskunst einordnen, so Alfred Heuss, da er als Wegbereiter des Hellenismus mehr schöpferisch als staatsmännisch gewirkt habe.
Trotz seiner sehr kurzen und an nur eine Person gebundenen Existenz nimmt das Alexanderreich in der staatstheoretischen Entwicklung einen bedeutsamen Stellenwert ein. Es war der erste aus einem europäischen Kulturraum heraus geschaffene Flächenstaat, der sich über mehrere Erdteile und Völkerschaften erstreckte, der die Verbreitung der griechischen Kultur über die Grenzen ihrer angestammten Stadtstaaten hinaus ermöglichte und ihr im Hellenismus zu Weltgeltung verhalf. Bedingt durch Alexanders Stadtgründungen ging damit eine sprunghafte Ausbreitung urbaner Zivilisation einher und mit der sie begleitenden geographischen Erschließung die Etablierung eines euro-asiatischen Welthandels. Für die nachfolgenden europäischen Monarchien ist die Staatsform des Alexanderreichs mit seiner Konzeption zur Herrschaftslegitimierung konstitutiv geworden, mit den drei erstmals verbundenen Faktoren der dynastischen Erbfolge, der Anerkennung durch das Heer per Akklamation und der sakralen Überhöhung des Herrschers zum Göttlichen.

## Das Königtum
Das von Alexander eroberte Reich war kein Einheitsstaat, in dem die Herrschaft durch Übernahme eines bestimmten Herrschaftstitels erlangt werden konnte. Es gab keinen „König des Alexanderreichs“, sondern einen König Makedoniens, Asiens, Babylons und Ägyptens. Seine Herrschaft musste durch die Vereinigung von Befugnissen und Herrschertiteln gerechtfertigt werden, die den traditionellen Vorstellungen der einzelnen Reichsteile entsprachen. Im Unterschied zu den Achämeniden respektierte Alexander und wo es ging restaurierte er auch die althergebrachten kulturellen wie religiösen Traditionen der von ihm beherrschten Völker, wie beispielsweise seine Inthronisierung in Ägypten veranschaulicht. Er wollte ihnen gegenüber nicht als Eroberer oder Fremdherrscher auftreten, sondern als Bewahrer ihrer traditionellen Gesellschaftsordnungen. In diesem Sinne stellte sein Königtum ein universelles, von nationalen Begrenzungen losgelöstes Herrschaftskonzept dar, das als Garant für die Einheit des Ganzen und zugleich für die Bewahrung der ihm unterworfenen Völkervielfalt stand. Schon Niccolò Machiavelli hat das Ausbleiben „nationaler“ Aufstände der asiatischen Völkerschaften gegen die neuen hellenistischen Herrscher, sowohl unter Alexander wie seinen Nachfolgern, mit Erstaunen bemerkt, während sich noch gegen die Achämeniden insbesondere die Babylonier und Ägypter häufig erhoben hatten. Die Reichseinheit manifestierte sich damit also einzig in der Person des Königs, dessen Staat nicht unabhängig von ihm existieren konnte, den er ausgestattet mit einer unumschränkten Gewalt gestalten konnte und ihn somit zu seiner persönlichen Angelegenheit machte. Alexander war also nicht König „von“, sondern „in“ Asien und „in“ Ägypten, genauso wie seine hellenistischen Nachfolger der Ptolemäer und Seleukiden Könige „in Ägypten“ und „in Syrien“ waren. Die einzige Ausnahme blieb Makedonien, wo sich die Herrscher vor und nach Alexander Könige „der Makedonen“ nennen konnten.
In Europa war Alexander zuallererst König der Makedonen (basileus Makedonōn), als dynastisch legitimierter Nachfolger seines Vaters Philipp II. und in Anerkennung der makedonischen Heeresversammlung. Da es im makedonischen Staat neben dem Königtum (monarchia) kein existierendes Kontrollorgan gab, wie etwa dem Ephorat in Sparta oder dem Senat in Rom, hatte hier der König eine absolute Gewalt als oberster Richter und Feldherr inne. Sein Wille war in Fragen der Verwaltung und der Innen- und Außenpolitik Gesetz. Einzig das versammelte makedonische Heer hatte eine indirekte Funktion als Korrektiv zum Königtum inne, dessen Anerkennung der König unter Beweisstellung seiner Führungsqualitäten und angemessener Beteiligung aus Kriegsgewinnen erlangen musste. Diese Form der Herrschaftslegitimierung war für Makedonien während seiner gesamten Geschichte charakteristisch und setzte sich schließlich auch in den Diadochenreichen fort.
Weiterhin hatte Alexander die von seinem Vater geerbte Stellung des obersten Heerführers des thessalischen Bundes inne, des tagos, die in etwa mit einem frühmittelalterlichen Herzog vergleichbar ist. Nach außen war er damit der De-facto-Herrscher von Thessalien, dessen Städte nach innen aber ihre Autonomie beibehielten. Eine ähnliche Konstellation ergab sich schließlich in Bezug auf die im Hellenenbund von Korinth vertretenen Griechenstädte (poleis), die ihren inneren Freiheiten einen traditionell hohen Stellenwert beimaßen. Ebenfalls von seinem Vater hatte Alexander die Stellung des Anführers (hēgemon) des Hellenenbundes übernommen und war dessen oberster Feldherr (strategōs autokratōr). Die Beziehung der Städte zum Hegemon war vertraglich geregelt, dessen politische und militärische Führung nach außen sie mehr oder weniger bereitwillig anerkannten, besonders in Bezug auf den beschlossenen Rachefeldzug gegen den persischen Erzfeind. Weiterhin wurde dem Hegemon die Stellung einer Garantiemacht zur Einhaltung des allgemeinen Landfriedens (koinē eirēnē) zugestanden, den er gegebenenfalls mit militärischen Mitteln durchzusetzen hatte, wie im Fall des Abfallversuchs von Theben 335 v. Chr., der in der Zerstörung der Stadt mündete. Im Gegenzug war der Hegemon zur Anerkennung der inneren Autonomie der Städte verpflichtet, in die er nicht eingreifen durfte.

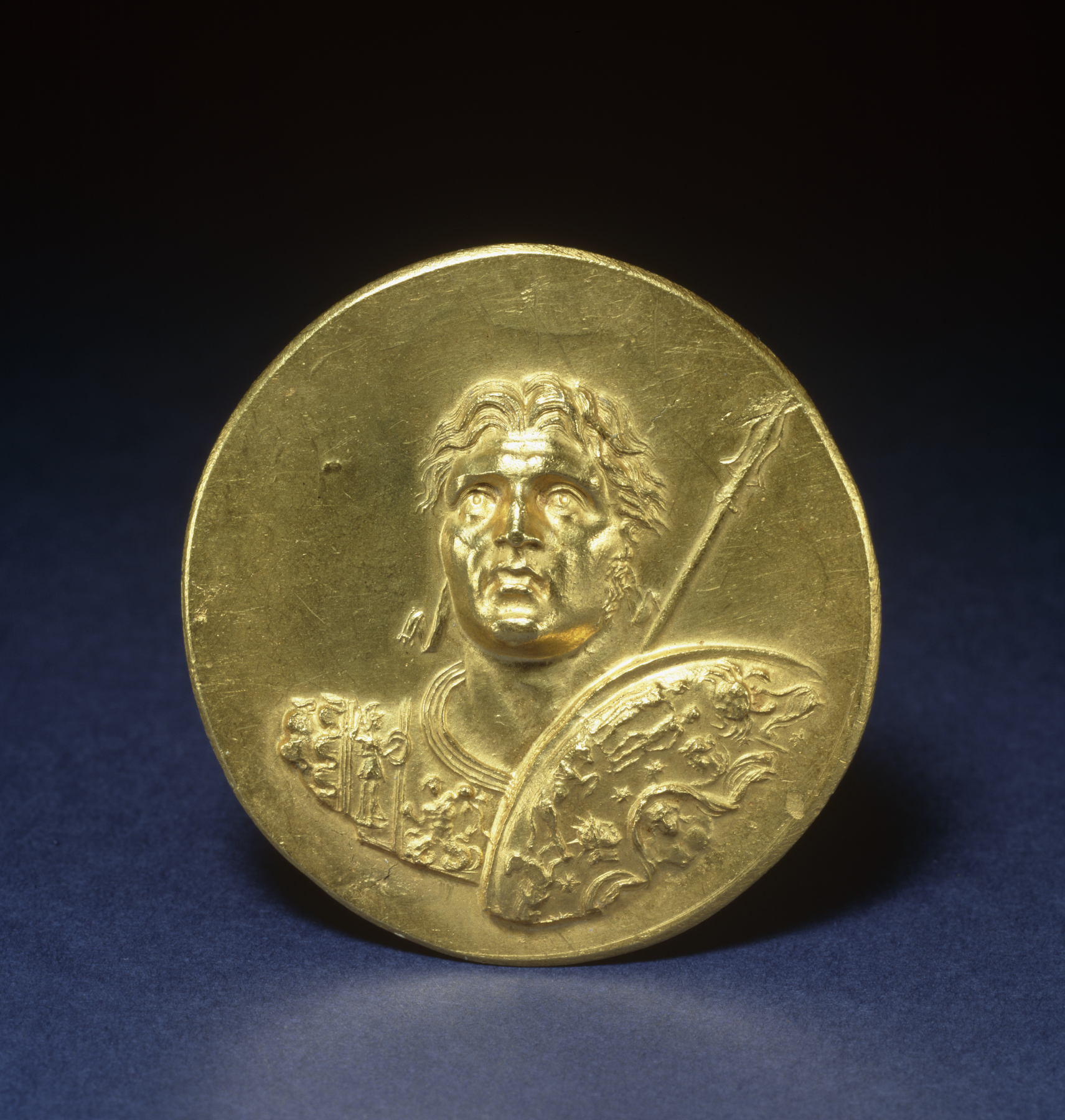
Alexander der Große dargestellt als Weltherrscher (kosmokratōr), ausgestattet mit Diadem, Lanze und Schild. Die Weltherrschaft symbolisierend sind auf dem Schild die Abbildungen der Erdgöttin Gaia, des Sonnengottes Helios, der Mondgöttin Selene und fünf Tierkreiszeichen zu sehen. Römisches Goldmedaillon geprägt unter der severischen Dynastie, 1906 in Abukir entdeckt. Münzkabinett der Staatlichen Museen, Berlin.

Als Befreier von der persischen Fremdherrschaft ist Alexander in Ägypten empfangen und in Memphis nach altägyptischem Ritus zum Pharao gekrönt worden, worauf die persischen Könige verzichtet hatten. Ähnlich verhielt es sich in Babylon, wo er ebenfalls als Befreier und laut der astronomischen Tagebücher als „König der Welt“ (šar kiššati) empfangen wurde. Die persische Herrschaft wurde hier wie in Ägypten stets entschieden abgelehnt; mehrfach wurde die Stadt erobert und die Zerstörung ihres Tempelturms Etemenanki durch Xerxes hatte ähnliche perserfeindliche Reaktionen wie in Griechenland erzeugt. Und dennoch hatte Alexander stets eine legitime Nachfolgerschaft als Erbe der persischen Könige beansprucht, die seine Herrschaft in Asien rechtfertigen sollte. Nicht zuletzt deshalb kann das „Alexanderreich“ als Nachfolgerstaat zum Perserreich betrachtet werden. Wann Alexander diese Nachfolge tatsächlich ins Auge gefasst hatte, ist strittig. Als er 334 v. Chr. seinen Feldzug nach Asien begann, hatte zuallererst die Vergeltung für vorangegangene Angriffe der Perser auf Griechenland (Perserkriege) und die Befreiung der griechischen Städte entlang der ionischen Küste in Kleinasien Priorität. Laut Diodor aber machte Alexander bereits bei seiner Landung auf asiatischem Boden sein Herrschaftsrecht durch einen Speerwurf geltend, das durch den Willen der Götter auf ihn übertragen worden sei. Ein zweites Mal wird sein Streben im Jahr darauf in Gordion greifbar, als er im dortigen Zeus-Heiligtum den berühmten Knoten löste, der die Herrschaft über Asien versprach. Beachtenswert ist weiterhin die Tatsache, dass Alexander bereits im ersten Jahr seines Feldzuges herrscherliche Handlungen in Asien tätigte, indem er die eroberten persischen Provinzen nicht nur bestehen ließ, sondern auch neue, nun makedonische Satrapen in ihnen einsetzte. In seinem offiziellen Programm taucht der Name Asien aber erst nach seinem Sieg in der Schlacht bei Issos 333 v. Chr. auf, indem er sich in einem Brief an Dareios III. selbst als „Herr von Asien“ titulierte und fortan als „König in Asien“ (basileus tēs Asias) angeredet zu werden verlangte. Nach dem Sieg in der Schlacht bei Gaugamela 331 v. Chr. wurde er schließlich von seinem Heer auch zum „König von Asien“ proklamiert, wobei dieser Akt weniger einer imperatorischen Akklamation als einer feierlichen Bestätigung seines Anspruchs seitens der Krieger entsprochen haben dürfte. Zum König Asiens ist Alexander nie inthronisiert worden, seine Herrschaft legitimierte sich durch seine Siege gegen die Perser. Spätestens mit dem Tod des Dareios III. 330 v. Chr. wurde er als alleiniger Herrscher Asiens anerkannt. Bessos, der sich selbst zum König ernannt hatte, fand als Königsmörder wenig Anhängerschaft und wurde deswegen auf Betreiben Alexanders als Usurpator verurteilt und hingerichtet.
Der seit Dareios I. geführte persische Königstitel war „Großer König, König der Könige, König in Persien, König der Länder“, der wiederum der assyrischen Herrschertradition entnommen war und der einen universellen Weltherrschaftsanspruch in sich trug; bei den Griechen wurde er mit „Großkönig“ (basileus megas) übersetzt. Alexander hat diesen Titel nie geführt, obwohl er sich als Nachfolger der Achämeniden betrachtete, weshalb das ihm in der Geschichtsschreibung häufig zugeschriebene Streben nach der Weltherrschaft einer genaueren Betrachtung nicht standhält, wenngleich man ihm diese zugetraut hat. Plutarch verband mit der Lösung des gordischen Knotens die Weltherrschaft als Lohn. Diodor legte den Weltherrschaftsanspruch in den Mund Alexanders während dessen, freilich vertrautem, Gespräch mit dem Amun-Priester von Siwa. Der als Alexanderimitator bekannte Mithridates VI. von Pontos ließ sich von diversen Orakeln die Weltherrschaft als Gottkönig vorhersagen, wie es sein Vorbild schon getan habe, so Athenaios. Bei den Römern ist die Vorstellung von einem Weltherrscher Alexander etwa gleichzeitig aufgekommen, die vor allem die spätantike Legendenbildung beeinflusst hat. Im Buch Daniel erscheint er schließlich als alle vorigen Reiche vernichtender, äußerst gewalttätiger Weltherrscher (Dan 2,40 , Dan 2,40 ; Dan 7,7 ; Dan 11,3 ). Der Anspruch, der mit dem Titel „König in Asien“ erhoben wurde, ist in der Geschichtsforschung bis heute strittig, da er keiner genauen Definition unterlegt war. Bei den Griechen war der geographische Begriff Asia gleichbedeutend mit dem Herrschaftsgebiet der Perser, bei denen es kein entsprechendes Wortäquivalent gab, weshalb also Alexander im Mindesten über deren Gebiet zu herrschen gedachte. Allerdings war den Griechen die tatsächliche Ausdehnung des Perserreichs in Asia nicht bekannt. Alexander selbst nahm an, am Jaxartes die Nordgrenze und am Indusdelta die Südgrenze der bewohnten Welt (oikunmenē) erreicht zu haben (die Ostgrenze an der Gangesmündung hatte er wegen der Revolte seines Heeres nicht erreichen können). Insofern könnte er von seinem Titel auch eine Herrschaft über den gesamten asiatischen Erdteil abgeleitet haben. China, Sibirien, Tibet und Südostasien waren ihm und seinen Zeitgenossen noch unbekannt.

## Das Königshaus
Alexanders Herrschaft fußte auf seiner Zugehörigkeit zur herrschenden Dynastie der Argeaden, als Erbnachfolger seines Vaters Philipp II., und auf der Anerkennung durch das makedonische Heer. Beides waren schriftlich nicht fixierte Voraussetzungen zur legitimen Thronfolge, die auch nach seinem eigenen Tod zum Tragen kamen. Neben der Abstammung vom Vater spielte bei den Makedonen auch die von der Mutter eine nicht unwesentliche Rolle, wobei Alexander der Makel anhing, mütterlicherseits kein vollwertiger Makedone zu sein. Dies hatte seine tödliche Feindschaft zum Feldherrn Attalos zur Folge, dessen Nichte Kleopatra die letzte Frau Philipps II. gewesen war und ein vollmakedonisches Kind von ihr deshalb ein ernstzunehmender Konkurrent um die Nachfolge hätte werden können. Die Ermordung Philipps II. hatte Alexander allerdings begünstigt, der zu diesem Zeitpunkt der einzig männliche Argeade im regierungsfähigen Alter war und deshalb von den maßgebenden Personen aus dem Gefolge seines Vaters sofort als neuer König anerkannt wurde. Den Gesetzmäßigkeiten der Zeit folgend ließ er darauf Attalos töten, Kleopatra und ihr Säugling wurden auf Geheiß seiner Mutter Olympias umgebracht. Mit der Beseitigung seines Cousins Amyntas IV. war Alexander schließlich unumstrittener König. Er hatte noch einen älteren Halbbruder, Philipp III. Arrhidaios, der aber wegen einer geistigen Krankheit für regierungsunfähig gehalten wurde und deshalb keine Bedrohung darstellte. Dennoch hielt Alexander es für angebracht, ihn auf seinen Feldzug mitzunehmen, um ihn in seinem unmittelbaren Zugriffsbereich zu wissen, gleichwohl sich der Bruder nicht als ein früherer Claudius erweisen sollte.
In Asien suchte Alexander seine Herrschaft auch auf dynastischem Weg zu festigen. Seine Ehe mit der baktrischen Fürstentochter Roxane wird nicht zuletzt mit dem Ansinnen erklärt, den lokalen zentralasiatischen Adel günstig für ihn zu stimmen. Bei der Massenhochzeit von Susa nahm er schließlich die Achämenidenprinzessinnen Stateira als zweite und mit Parysatis eine dritte Frau an. Die unter Makedonen ansonsten verpönte Vielehe wurde offenbar gegenüber dem Königshaus toleriert; schon sein Vater hatte teils zeitgleich mehrere Frauen gehabt. Beide Prinzessinnen waren Töchter ehemaliger Könige, Parysatis die von Artaxerxes III. und Stateira die von seinem Rivalen und Vorgänger Dareios III., womit der Herrscherwechsel in Asien neben dem Eroberungsrecht zusätzlich legitimiert werden konnte. Allerdings trug Alexander mit seinen Ehen auch die schon ihm gegenüber aufgestellten Vorbehalte in die nächste Generation, indem er die zu erwartenden Kinder als Nachkommen von Asiatinnen einer noch geringeren Akzeptanz seitens der Makedonen aussetzte. Parmenion soll ihn deshalb zu einer Ehe mit seiner Mätresse Barsine gedrängt haben, die zwar auch eine Asiatin, aber im Gegensatz zu den drei anderen griechisch gebildet war und deshalb als Königin eher akzeptabel erschien. Mit ihr hatte er sogar einen Sohn, der nach dem mythischen Ahn Herakles genannt wurde. Allerdings ist unklar ob Alexander diesen Sohn je anerkannte, da er nie zu seinen Lebzeiten an seiner Seite genannt wurde.
Die Familie Alexanders (Auszug):
|          |          |          |          |                                       |                                       |                                       |                                       | Argeaden                                 | Argeaden                                 | Argeaden                                 | Argeaden                                 | Argeaden                                 | Argeaden                                 |                         |                         | Aiakiden                | Aiakiden                | Aiakiden               | Aiakiden               | Aiakiden                | Aiakiden                |                         |                         |                         |                         |  |  |                       |                       |                       |                       |                        |                        |                        |                        |                                   |                                   |                                   |                                   |                                   |                                   |                                   |                                   |                                   |                                   |                      |                      |                      |                      |  |  |  |  |  |  |  |  |  |  |  |  |
|          |          |          |          |                                       |                                       |                                       |                                       | Argeaden                                 | Argeaden                                 | Argeaden                                 | Argeaden                                 | Argeaden                                 | Argeaden                                 |                         |                         | Aiakiden                | Aiakiden                | Aiakiden               | Aiakiden               | Aiakiden                | Aiakiden                |                         |                         |                         |                         |  |  |                       |                       |                       |                       |                        |                        |                        |                        |                                   |                                   |                                   |                                   |                                   |                                   |                                   |                                   |                                   |                                   |                      |                      |                      |                      |  |  |  |  |  |  |  |  |  |  |  |  |
| Philinna | Philinna | Philinna | Philinna | Philinna                              | Philinna                              |                                       |                                       | Philipp II. von Makedonien † 336 v. Chr. | Philipp II. von Makedonien † 336 v. Chr. | Philipp II. von Makedonien † 336 v. Chr. | Philipp II. von Makedonien † 336 v. Chr. | Philipp II. von Makedonien † 336 v. Chr. | Philipp II. von Makedonien † 336 v. Chr. |                         |                         | Olympias † 316 v. Chr.  | Olympias † 316 v. Chr.  | Olympias † 316 v. Chr. | Olympias † 316 v. Chr. | Olympias † 316 v. Chr.  | Olympias † 316 v. Chr.  |                         |                         |                         |                         |  |  |                       |                       |                       |                       |                        |                        |                        |                        |                                   |                                   |                                   |                                   |                                   |                                   |                                   |                                   |                                   |                                   |                      |                      |                      |                      |  |  |  |  |  |  |  |  |  |  |  |  |
| Philinna | Philinna | Philinna | Philinna | Philinna                              | Philinna                              |                                       |                                       | Philipp II. von Makedonien † 336 v. Chr. | Philipp II. von Makedonien † 336 v. Chr. | Philipp II. von Makedonien † 336 v. Chr. | Philipp II. von Makedonien † 336 v. Chr. | Philipp II. von Makedonien † 336 v. Chr. | Philipp II. von Makedonien † 336 v. Chr. |                         |                         | Olympias † 316 v. Chr.  | Olympias † 316 v. Chr.  | Olympias † 316 v. Chr. | Olympias † 316 v. Chr. | Olympias † 316 v. Chr.  | Olympias † 316 v. Chr.  |                         |                         |                         |                         |  |  |                       |                       |                       |                       |                        |                        |                        |                        |                                   |                                   |                                   |                                   |                                   |                                   |                                   |                                   |                                   |                                   |                      |                      |                      |                      |  |  |  |  |  |  |  |  |  |  |  |  |
|          |          |          |          |                                       |                                       |                                       |                                       |                                          |                                          |                                          |                                          |                                          |                                          |                         |                         |                         |                         |                        |                        |                         |                         |                         |                         |                         |                         |  |  |                       |                       |                       |                       |                        |                        |                        |                        |                                   |                                   |                                   |                                   |                                   |                                   |                                   |                                   |                                   |                                   |                      |                      |                      |                      |  |  |  |  |  |  |  |  |  |  |  |  |
|          |          |          |          |                                       |                                       |                                       |                                       |                                          |                                          |                                          |                                          |                                          |                                          |                         |                         |                         |                         |                        |                        |                         |                         |                         |                         |                         |                         |  |  |                       |                       |                       |                       |                        |                        |                        |                        |                                   |                                   |                                   |                                   |                                   |                                   |                                   |                                   |                                   |                                   |                      |                      |                      |                      |  |  |  |  |  |  |  |  |  |  |  |  |
|          |          |          |          | Philipp III. Arrhidaios † 317 v. Chr. | Philipp III. Arrhidaios † 317 v. Chr. | Philipp III. Arrhidaios † 317 v. Chr. | Philipp III. Arrhidaios † 317 v. Chr. | Philipp III. Arrhidaios † 317 v. Chr.    | Philipp III. Arrhidaios † 317 v. Chr.    |                                          |                                          | Kleopatra † 308 v. Chr.                  | Kleopatra † 308 v. Chr.                  | Kleopatra † 308 v. Chr. | Kleopatra † 308 v. Chr. | Kleopatra † 308 v. Chr. | Kleopatra † 308 v. Chr. |                        |                        | Perdikkas † 320 v. Chr. | Perdikkas † 320 v. Chr. | Perdikkas † 320 v. Chr. | Perdikkas † 320 v. Chr. | Perdikkas † 320 v. Chr. | Perdikkas † 320 v. Chr. |  |  | Barsine † 309 v. Chr. | Barsine † 309 v. Chr. | Barsine † 309 v. Chr. | Barsine † 309 v. Chr. | Barsine † 309 v. Chr.  | Barsine † 309 v. Chr.  |                        |                        | Alexander der Große † 323 v. Chr. | Alexander der Große † 323 v. Chr. | Alexander der Große † 323 v. Chr. | Alexander der Große † 323 v. Chr. | Alexander der Große † 323 v. Chr. | Alexander der Große † 323 v. Chr. |                                   |                                   | Roxane † 310 v. Chr.              | Roxane † 310 v. Chr.              | Roxane † 310 v. Chr. | Roxane † 310 v. Chr. | Roxane † 310 v. Chr. | Roxane † 310 v. Chr. |  |  |  |  |  |  |  |  |  |  |  |  |
|          |          |          |          | Philipp III. Arrhidaios † 317 v. Chr. | Philipp III. Arrhidaios † 317 v. Chr. | Philipp III. Arrhidaios † 317 v. Chr. | Philipp III. Arrhidaios † 317 v. Chr. | Philipp III. Arrhidaios † 317 v. Chr.    | Philipp III. Arrhidaios † 317 v. Chr.    |                                          |                                          | Kleopatra † 308 v. Chr.                  | Kleopatra † 308 v. Chr.                  | Kleopatra † 308 v. Chr. | Kleopatra † 308 v. Chr. | Kleopatra † 308 v. Chr. | Kleopatra † 308 v. Chr. |                        |                        | Perdikkas † 320 v. Chr. | Perdikkas † 320 v. Chr. | Perdikkas † 320 v. Chr. | Perdikkas † 320 v. Chr. | Perdikkas † 320 v. Chr. | Perdikkas † 320 v. Chr. |  |  | Barsine † 309 v. Chr. | Barsine † 309 v. Chr. | Barsine † 309 v. Chr. | Barsine † 309 v. Chr. | Barsine † 309 v. Chr.  | Barsine † 309 v. Chr.  |                        |                        | Alexander der Große † 323 v. Chr. | Alexander der Große † 323 v. Chr. | Alexander der Große † 323 v. Chr. | Alexander der Große † 323 v. Chr. | Alexander der Große † 323 v. Chr. | Alexander der Große † 323 v. Chr. |                                   |                                   | Roxane † 310 v. Chr.              | Roxane † 310 v. Chr.              | Roxane † 310 v. Chr. | Roxane † 310 v. Chr. | Roxane † 310 v. Chr. | Roxane † 310 v. Chr. |  |  |  |  |  |  |  |  |  |  |  |  |
|          |          |          |          |                                       |                                       |                                       |                                       |                                          |                                          |                                          |                                          |                                          |                                          |                         |                         |                         |                         |                        |                        |                         |                         |                         |                         |                         |                         |  |  |                       |                       |                       |                       |                        |                        |                        |                        |                                   |                                   |                                   |                                   |                                   |                                   |                                   |                                   |                                   |                                   |                      |                      |                      |                      |  |  |  |  |  |  |  |  |  |  |  |  |
|          |          |          |          |                                       |                                       |                                       |                                       |                                          |                                          |                                          |                                          |                                          |                                          |                         |                         |                         |                         |                        |                        |                         |                         |                         |                         |                         |                         |  |  |                       |                       |                       |                       | Herakles † 309 v. Chr. | Herakles † 309 v. Chr. | Herakles † 309 v. Chr. | Herakles † 309 v. Chr. | Herakles † 309 v. Chr.            | Herakles † 309 v. Chr.            |                                   |                                   | Alexander IV. Aigos † 310 v. Chr. | Alexander IV. Aigos † 310 v. Chr. | Alexander IV. Aigos † 310 v. Chr. | Alexander IV. Aigos † 310 v. Chr. | Alexander IV. Aigos † 310 v. Chr. | Alexander IV. Aigos † 310 v. Chr. |                      |                      |                      |                      |  |  |  |  |  |  |  |  |  |  |  |  |

Die Verbindung zu den Achämeniden:
|                     |                     |                     |                     |                               |                               |                               |                               |                               |                               |           |           |                                   |                                   |                                   |                                   | Dareios II. † 404 v. Chr.         |                                   |                                 |                                 |                                 |                                 |                        |                        |                        |                        |  |  |                            |                            |                            |                            |                            |                            |         |         |                            |                            |                            |                            |                            |                            |                          |                          |                          |                          |       |       |       |       |  |  |                        |                        |                        |                        |                        |                        |  |  |                        |                        |                        |                        |                        |                        |  |  |  |  |  |  |  |  |  |  |  |  |  |  |  |  |  |  |
|                     |                     |                     |                     |                               |                               |                               |                               |                               |                               |           |           |                                   |                                   |                                   |                                   |                                   |                                   |                                 |                                 |                                 |                                 |                        |                        |                        |                        |  |  |                            |                            |                            |                            |                            |                            |         |         |                            |                            |                            |                            |                            |                            |                          |                          |                          |                          |       |       |       |       |  |  |                        |                        |                        |                        |                        |                        |  |  |                        |                        |                        |                        |                        |                        |  |  |  |  |  |  |  |  |  |  |  |  |  |  |  |  |  |  |
|                     |                     |                     |                     |                               |                               |                               |                               |                               |                               |           |           |                                   |                                   |                                   |                                   |                                   |                                   |                                 |                                 |                                 |                                 |                        |                        |                        |                        |  |  |                            |                            |                            |                            |                            |                            |         |         |                            |                            |                            |                            |                            |                            |                          |                          |                          |                          |       |       |       |       |  |  |                        |                        |                        |                        |                        |                        |  |  |                        |                        |                        |                        |                        |                        |  |  |  |  |  |  |  |  |  |  |  |  |  |  |  |  |  |  |
|                     |                     |                     |                     | Artaxerxes II. † 358 v. Chr.  | Artaxerxes II. † 358 v. Chr.  | Artaxerxes II. † 358 v. Chr.  | Artaxerxes II. † 358 v. Chr.  | Artaxerxes II. † 358 v. Chr.  | Artaxerxes II. † 358 v. Chr.  |           |           |                                   |                                   |                                   |                                   | Kyros der Jüngere † 401 v. Chr.   | Kyros der Jüngere † 401 v. Chr.   | Kyros der Jüngere † 401 v. Chr. | Kyros der Jüngere † 401 v. Chr. | Kyros der Jüngere † 401 v. Chr. | Kyros der Jüngere † 401 v. Chr. |                        |                        |                        |                        |  |  |                            |                            |                            |                            |                            |                            |         |         | Ostanes † wohl 358 v. Chr. | Ostanes † wohl 358 v. Chr. | Ostanes † wohl 358 v. Chr. | Ostanes † wohl 358 v. Chr. | Ostanes † wohl 358 v. Chr. | Ostanes † wohl 358 v. Chr. |                          |                          |                          |                          |       |       |       |       |  |  |                        |                        |                        |                        |                        |                        |  |  |                        |                        |                        |                        |                        |                        |  |  |  |  |  |  |  |  |  |  |  |  |  |  |  |  |  |  |
|                     |                     |                     |                     | Artaxerxes II. † 358 v. Chr.  | Artaxerxes II. † 358 v. Chr.  | Artaxerxes II. † 358 v. Chr.  | Artaxerxes II. † 358 v. Chr.  | Artaxerxes II. † 358 v. Chr.  | Artaxerxes II. † 358 v. Chr.  |           |           |                                   |                                   |                                   |                                   | Kyros der Jüngere † 401 v. Chr.   | Kyros der Jüngere † 401 v. Chr.   | Kyros der Jüngere † 401 v. Chr. | Kyros der Jüngere † 401 v. Chr. | Kyros der Jüngere † 401 v. Chr. | Kyros der Jüngere † 401 v. Chr. |                        |                        |                        |                        |  |  |                            |                            |                            |                            |                            |                            |         |         | Ostanes † wohl 358 v. Chr. | Ostanes † wohl 358 v. Chr. | Ostanes † wohl 358 v. Chr. | Ostanes † wohl 358 v. Chr. | Ostanes † wohl 358 v. Chr. | Ostanes † wohl 358 v. Chr. |                          |                          |                          |                          |       |       |       |       |  |  |                        |                        |                        |                        |                        |                        |  |  |                        |                        |                        |                        |                        |                        |  |  |  |  |  |  |  |  |  |  |  |  |  |  |  |  |  |  |
|                     |                     |                     |                     |                               |                               |                               |                               |                               |                               |           |           |                                   |                                   |                                   |                                   |                                   |                                   |                                 |                                 |                                 |                                 |                        |                        |                        |                        |  |  |                            |                            |                            |                            |                            |                            |         |         |                            |                            |                            |                            |                            |                            |                          |                          |                          |                          |       |       |       |       |  |  |                        |                        |                        |                        |                        |                        |  |  |                        |                        |                        |                        |                        |                        |  |  |  |  |  |  |  |  |  |  |  |  |  |  |  |  |  |  |
|                     |                     |                     |                     | Artaxerxes III. † 338 v. Chr. | Artaxerxes III. † 338 v. Chr. | Artaxerxes III. † 338 v. Chr. | Artaxerxes III. † 338 v. Chr. | Artaxerxes III. † 338 v. Chr. | Artaxerxes III. † 338 v. Chr. |           |           |                                   |                                   |                                   |                                   |                                   |                                   |                                 |                                 |                                 |                                 |                        |                        |                        |                        |  |  |                            |                            |                            |                            | Arsames                    | Arsames                    | Arsames | Arsames | Arsames                    | Arsames                    |                            |                            | Sisygambis † 323 v. Chr.   | Sisygambis † 323 v. Chr.   | Sisygambis † 323 v. Chr. | Sisygambis † 323 v. Chr. | Sisygambis † 323 v. Chr. | Sisygambis † 323 v. Chr. |       |       |       |       |  |  |                        |                        |                        |                        |                        |                        |  |  |                        |                        |                        |                        |                        |                        |  |  |  |  |  |  |  |  |  |  |  |  |  |  |  |  |  |  |
|                     |                     |                     |                     | Artaxerxes III. † 338 v. Chr. | Artaxerxes III. † 338 v. Chr. | Artaxerxes III. † 338 v. Chr. | Artaxerxes III. † 338 v. Chr. | Artaxerxes III. † 338 v. Chr. | Artaxerxes III. † 338 v. Chr. |           |           |                                   |                                   |                                   |                                   |                                   |                                   |                                 |                                 |                                 |                                 |                        |                        |                        |                        |  |  |                            |                            |                            |                            | Arsames                    | Arsames                    | Arsames | Arsames | Arsames                    | Arsames                    |                            |                            | Sisygambis † 323 v. Chr.   | Sisygambis † 323 v. Chr.   | Sisygambis † 323 v. Chr. | Sisygambis † 323 v. Chr. | Sisygambis † 323 v. Chr. | Sisygambis † 323 v. Chr. |       |       |       |       |  |  |                        |                        |                        |                        |                        |                        |  |  |                        |                        |                        |                        |                        |                        |  |  |  |  |  |  |  |  |  |  |  |  |  |  |  |  |  |  |
|                     |                     |                     |                     |                               |                               |                               |                               |                               |                               |           |           |                                   |                                   |                                   |                                   |                                   |                                   |                                 |                                 |                                 |                                 |                        |                        |                        |                        |  |  |                            |                            |                            |                            |                            |                            |         |         |                            |                            |                            |                            |                            |                            |                          |                          |                          |                          |       |       |       |       |  |  |                        |                        |                        |                        |                        |                        |  |  |                        |                        |                        |                        |                        |                        |  |  |  |  |  |  |  |  |  |  |  |  |  |  |  |  |  |  |
|                     |                     |                     |                     |                               |                               |                               |                               |                               |                               |           |           |                                   |                                   |                                   |                                   |                                   |                                   |                                 |                                 |                                 |                                 |                        |                        |                        |                        |  |  |                            |                            |                            |                            |                            |                            |         |         |                            |                            |                            |                            |                            |                            |                          |                          |                          |                          |       |       |       |       |  |  |                        |                        |                        |                        |                        |                        |  |  |                        |                        |                        |                        |                        |                        |  |  |  |  |  |  |  |  |  |  |  |  |  |  |  |  |  |  |
| Arses † 336 v. Chr. | Arses † 336 v. Chr. | Arses † 336 v. Chr. | Arses † 336 v. Chr. | Arses † 336 v. Chr.           | Arses † 336 v. Chr.           |                               |                               | Bisthanes                     | Bisthanes                     | Bisthanes | Bisthanes | Bisthanes                         | Bisthanes                         |                                   |                                   |                                   |                                   |                                 |                                 |                                 |                                 |                        |                        |                        |                        |  |  | Dareios III. † 330 v. Chr. | Dareios III. † 330 v. Chr. | Dareios III. † 330 v. Chr. | Dareios III. † 330 v. Chr. | Dareios III. † 330 v. Chr. | Dareios III. † 330 v. Chr. |         |         | Stateira † 331 v. Chr.     | Stateira † 331 v. Chr.     | Stateira † 331 v. Chr.     | Stateira † 331 v. Chr.     | Stateira † 331 v. Chr.     | Stateira † 331 v. Chr.     |                          |                          |                          |                          |       |       |       |       |  |  | Oxyathres              | Oxyathres              | Oxyathres              | Oxyathres              | Oxyathres              | Oxyathres              |  |  |                        |                        |                        |                        |                        |                        |  |  |  |  |  |  |  |  |  |  |  |  |  |  |  |  |  |  |
| Arses † 336 v. Chr. | Arses † 336 v. Chr. | Arses † 336 v. Chr. | Arses † 336 v. Chr. | Arses † 336 v. Chr.           | Arses † 336 v. Chr.           |                               |                               | Bisthanes                     | Bisthanes                     | Bisthanes | Bisthanes | Bisthanes                         | Bisthanes                         |                                   |                                   |                                   |                                   |                                 |                                 |                                 |                                 |                        |                        |                        |                        |  |  | Dareios III. † 330 v. Chr. | Dareios III. † 330 v. Chr. | Dareios III. † 330 v. Chr. | Dareios III. † 330 v. Chr. | Dareios III. † 330 v. Chr. | Dareios III. † 330 v. Chr. |         |         | Stateira † 331 v. Chr.     | Stateira † 331 v. Chr.     | Stateira † 331 v. Chr.     | Stateira † 331 v. Chr.     | Stateira † 331 v. Chr.     | Stateira † 331 v. Chr.     |                          |                          |                          |                          |       |       |       |       |  |  | Oxyathres              | Oxyathres              | Oxyathres              | Oxyathres              | Oxyathres              | Oxyathres              |  |  |                        |                        |                        |                        |                        |                        |  |  |  |  |  |  |  |  |  |  |  |  |  |  |  |  |  |  |
|                     |                     |                     |                     |                               |                               |                               |                               |                               |                               |           |           |                                   |                                   |                                   |                                   |                                   |                                   |                                 |                                 |                                 |                                 |                        |                        |                        |                        |  |  |                            |                            |                            |                            |                            |                            |         |         |                            |                            |                            |                            |                            |                            |                          |                          |                          |                          |       |       |       |       |  |  |                        |                        |                        |                        |                        |                        |  |  |                        |                        |                        |                        |                        |                        |  |  |  |  |  |  |  |  |  |  |  |  |  |  |  |  |  |  |
|                     |                     |                     |                     |                               |                               |                               |                               |                               |                               |           |           |                                   |                                   |                                   |                                   |                                   |                                   |                                 |                                 |                                 |                                 |                        |                        |                        |                        |  |  |                            |                            |                            |                            |                            |                            |         |         |                            |                            |                            |                            |                            |                            |                          |                          |                          |                          |       |       |       |       |  |  |                        |                        |                        |                        |                        |                        |  |  |                        |                        |                        |                        |                        |                        |  |  |  |  |  |  |  |  |  |  |  |  |  |  |  |  |  |  |
|                     |                     |                     |                     | Parysatis                     | Parysatis                     | Parysatis                     | Parysatis                     | Parysatis                     | Parysatis                     |           |           | Alexander der Große † 323 v. Chr. | Alexander der Große † 323 v. Chr. | Alexander der Große † 323 v. Chr. | Alexander der Große † 323 v. Chr. | Alexander der Große † 323 v. Chr. | Alexander der Große † 323 v. Chr. |                                 |                                 | Stateira † 323 v. Chr.          | Stateira † 323 v. Chr.          | Stateira † 323 v. Chr. | Stateira † 323 v. Chr. | Stateira † 323 v. Chr. | Stateira † 323 v. Chr. |  |  | Hephaistion † 324 v. Chr.  | Hephaistion † 324 v. Chr.  | Hephaistion † 324 v. Chr.  | Hephaistion † 324 v. Chr.  | Hephaistion † 324 v. Chr.  | Hephaistion † 324 v. Chr.  |         |         | Drypetis † 323 v. Chr.     | Drypetis † 323 v. Chr.     | Drypetis † 323 v. Chr.     | Drypetis † 323 v. Chr.     | Drypetis † 323 v. Chr.     | Drypetis † 323 v. Chr.     |                          |                          | Ochos                    | Ochos                    | Ochos | Ochos | Ochos | Ochos |  |  | Amastris † 284 v. Chr. | Amastris † 284 v. Chr. | Amastris † 284 v. Chr. | Amastris † 284 v. Chr. | Amastris † 284 v. Chr. | Amastris † 284 v. Chr. |  |  | Krateros † 321 v. Chr. | Krateros † 321 v. Chr. | Krateros † 321 v. Chr. | Krateros † 321 v. Chr. | Krateros † 321 v. Chr. | Krateros † 321 v. Chr. |  |  |  |  |  |  |  |  |  |  |  |  |  |  |  |  |  |  |
|                     |                     |                     |                     | Parysatis                     | Parysatis                     | Parysatis                     | Parysatis                     | Parysatis                     | Parysatis                     |           |           | Alexander der Große † 323 v. Chr. | Alexander der Große † 323 v. Chr. | Alexander der Große † 323 v. Chr. | Alexander der Große † 323 v. Chr. | Alexander der Große † 323 v. Chr. | Alexander der Große † 323 v. Chr. |                                 |                                 | Stateira † 323 v. Chr.          | Stateira † 323 v. Chr.          | Stateira † 323 v. Chr. | Stateira † 323 v. Chr. | Stateira † 323 v. Chr. | Stateira † 323 v. Chr. |  |  | Hephaistion † 324 v. Chr.  | Hephaistion † 324 v. Chr.  | Hephaistion † 324 v. Chr.  | Hephaistion † 324 v. Chr.  | Hephaistion † 324 v. Chr.  | Hephaistion † 324 v. Chr.  |         |         | Drypetis † 323 v. Chr.     | Drypetis † 323 v. Chr.     | Drypetis † 323 v. Chr.     | Drypetis † 323 v. Chr.     | Drypetis † 323 v. Chr.     | Drypetis † 323 v. Chr.     |                          |                          | Ochos                    | Ochos                    | Ochos | Ochos | Ochos | Ochos |  |  | Amastris † 284 v. Chr. | Amastris † 284 v. Chr. | Amastris † 284 v. Chr. | Amastris † 284 v. Chr. | Amastris † 284 v. Chr. | Amastris † 284 v. Chr. |  |  | Krateros † 321 v. Chr. | Krateros † 321 v. Chr. | Krateros † 321 v. Chr. | Krateros † 321 v. Chr. | Krateros † 321 v. Chr. | Krateros † 321 v. Chr. |  |  |  |  |  |  |  |  |  |  |  |  |  |  |  |  |  |  |

## Hofzeremoniell und Herrscherinsignien
Durch die Übernahme der Herrschaft in Asien und die damit einhergehende Annahme persischer Herrschergepflogenheiten und Adliger in sein Gefolge weckte Alexander Unmut bei seinen makedonischen und griechischen Gefolgsmännern, die in den Persern zivilisatorisch unterlegene Feinde (Barbaren) sahen, die besiegt und beherrscht anstatt als gleichberechtigt behandelt werden sollten. Durch die Annahme ihrer Riten, Verhaltensweisen und äußerlicher Merkmale, sprich Orientalisierung, habe Alexander das reine Hellenentum verraten und alte makedonische Vätersitte beleidigt, habe die Perser im Krieg zwar besiegt, sei ihnen im Frieden aber unterlegen gewesen. So lautete die gängige Kritik an ihm, die bis in die römische Geschichtsschreibung und darüber hinaus vertreten wurde. Die Haltung Alexanders fand aber auch ihre Verteidiger wie Arrian und Plutarch, die in seinem Vorgehen einen tiefen Respekt gegenüber den asiatischen Völkern und einen Teil seiner Politik der Völkervermischung erkannt haben wollen, die zu einer universellen Friedensordnung zwischen dem ehemals verfeindeten Erdteilen Europa und Asien führen sollte.
Das makedonische Königtum kannte keine institutionalisierten Rituale der Macht oder gar Hofämter, die eine wie auch immer geartete Staatsordnung vorwegnahmen. Der König war hier eher eine Art Privatmann mit einem höheren Ansehen, dem eine gebieterische Autorität zuerkannt wurde. Sein Palast war eher eine bessere Villa und konnte in keinem Fall dem Vergleich mit der Prachtentfaltung des Orients standhalten. Dem Selbstverständnis der Makedonen wie auch der Griechen nach waren alle Inhaber des Bürgerrechts freie Menschen und begegneten sich dementsprechend untereinander gleichberechtigt und respektvoll. Diese gesellschaftlichen Regeln hatte auch der König zu beachten um seine Autorität zu wahren. Dementsprechend ähnelte seine Stellung gegenüber seinen Untertanen der eines primus inter pares, der politische Aufgaben eher vertrauensvoll delegierte statt gebieterisch zu befehlen. Der König wurde mit basileus oder mit seinem Namen angesprochen und geduzt. Personen des engsten persönlichen Vertrauens und der Freundschaft durften ihn zur Begrüßung küssen; wer mit ihm sprach, setzte seinen Helm ab.
Entsprechend trat auch Alexander nach seinem Herrschaftsantritt so auf und er wurde auf die gleiche Art von seinen makedonischen Untertanen begegnet. Bei seinem Vordringen nach Asien und mit wachsender Anerkennung seiner Herrschaft seitens der einheimischen Bevölkerung zeigte sein öffentliches Auftreten einen immer stärkeren charakterlichen Wandel, der von seinen makedonischen Gefährten befremdlich, wenn nicht gar ganz ablehnend, aufgenommen wurde. Seinen Anspruch auf die Nachfolge der Achämeniden demonstrierte er durch die Annahme persischer Herrscherrituale in Verbindung mit äußerlichen Insignien. Ab 330 v. Chr., nach dem Tod des Dareios III., trug Alexander die typisch persischen Herrscherzeichen, wie das rote oder weiße Stirnband (diadēma), das rote Hemd (chitōn) und den purpurnen Herrschermantel (chlamys), der mit dem Königsgürtel umgürtet wurde. Auf das Tragen des persischen Herrscherhuts, der Tiara (tiyārā), verzichtete er bis auf einen Versuch gänzlich, was seinen Makedonen doch zu viel war. In Babylon und Susa setzte er sich auf den Thron der Großkönige mit goldenem Baldachin und führte für den weiteren Feldzugsverlauf ein großes rotes Prachtzelt mit. Ein typisch makedonisches Zeichen übernahm Alexander hingegen von seinem Vater, und zwar ein Zepter, das nach dem Vorbild des mythischen Agamemnon getragen wurde. Weiterhin trug er einen Siegelring, mit dem alle Hoheitsakte aber auch Dinge privater Natur beglaubigt wurden. Der Siegelring war dabei keine spezifische Herrscherinsignie; damals trugen die meisten hochgestellten Personen einen solchen. Vielmehr erlangte er bei Alexander diese Bedeutung erst, als er auf seinem Totenbett an Perdikkas weitergereicht und von diesem als Übertragung der Herrscherautorität aufgefasst wurde.
Weitaus schwieriger als die äußerlichen Insignien gestaltete sich die Einführung eines Hofzeremoniells, das dem alten persischen Vorbild entnommen wurde. Alexander führte ebenfalls 330 v. Chr. das Hofamt des Kammerherrn (eisangeleus), das den Makedonen bis dahin unbekannt war. Von da an hatte sich eine Person, die den König in einer Angelegenheit sprechen wollte, für eine Audienz beim Kammerherrn anzumelden und musste dann auf den Empfang warten. Dies galt für Orientalen wie Hellenen gleichermaßen, einzig die engsten Vertrauensleute des Königs genossen weiterhin einen freien Zugang zu ihm.
Äußerst kontrovers wurde der von Alexander unternommene Versuch zur Einführung der Proskynese (proskynēsis) unter den Hellenen aufgenommen, eine Geste bei welcher der Untergebene gegenüber dem Herrscher als Respektbekundung seine Hand zum Mund (Kusshand) führte und sich leicht vorbeugte. Bei den Griechen war diese Geste durchaus als Geste der Verehrung gegenüber ihren Göttern bekannt, sie aber gegenüber Menschen zu gebrauchen galt als verpönt und anstößig, da sie dem Empfänger die Anmaßung einer gottgleichen Natur unterstellte. Und ebendiese Anmaßung unterstellten die Griechen in einem alten historischen Missverständnis den persischen Königen, bei denen die Proskynese zu beobachten war, was aber tatsächlich nicht der Wahrheit entsprach. Die Proskynese galt dabei als eine Geste sklavischer Ergebenheit von unfreien Menschen gegenüber ihrem gottgleichen Gebieter und wer sie leistete unterwarf sich seinem Gesetz. Inwiefern die Hellenen dabei die Proskynese mit der Prostration gleichstellten, dem um Gnade oder Schutz suchenden unterwürfigen Fußfall, den auch sie kannten, ist dabei unklar. Auf jeden Fall war sie mit ihrem Freiheitsstolz nicht vereinbar. Tatsächlich war die Proskynese die im gesamten orientalischen Raum vorkommende übliche Geste der Begrüßung, mit welcher dem einfachsten Mann bis hin zum König begegnet wurde. Alexander scheiterte während eines symposion mit der Einführung der Proskynese bei seinen makedonischen Gefolgsleuten, nachdem sich der ansonsten als Schmeichler bekannte Kallisthenes geweigert hatte, sie zu vollziehen, der zwar bereit war, die „Teilhabe am Göttlichen“ seines Gönners anzuerkennen, sich deswegen aber nicht selbst erniedrigen wollte. In der Folge verzichtete Alexander darauf, die Proskynese von den Hellenen zu verlangen, einzig die Orientalen bekundeten sie ihm weiterhin. Jene Hellenen, die sie dennoch unaufgefordert tätigten, wurden von ihren Landsleuten als die übelsten Schmeichler betrachtet und entsprechend verachtet, gleiches galt im Übrigen auch in ihrer Haltung gegenüber den Orientalen. Dieses Verhältnis der Okzidentalen zur Proskynese setzte sich auch unter den Diadochen so fort; bei den Römern galt sie gleichfalls als Ausdruck der Überheblichkeit jener dem Cäsarenwahn verfallenen, unter Diokletian wurde sie dann doch im römisch/byzantinischen Hofzeremoniell fest verankert.

## Reichs- und Hofverwaltung
Nach seinem zehnjährigen Feldzug verstarb Alexander bereits. Viel Zeit zur Herausbildung einer dauerhaft tragfähigen Reichsorganisation war ihm nicht geblieben; Vieles musste improvisiert oder aus der persischen Organisation übernommen werden und blieb in den Ansätzen stecken. Dennoch wurde sie von den Seleukiden in Asien und den Ptolemäern in Ägypten übernommen und hatte auch für alle später gebildeten hellenistischen Reiche Vorbildcharakter.

### Der Chiliarch – der zweite Mann
Bei den Achämeniden hatte sich in einem langwierigen Prozess bis in das 4. vorchristliche Jahrhundert hinein das Amt des Befehlshabers der königlichen Gardetruppe der „Apfelträger“ zu dem eines „zweiten Mannes im Staat“ erweitert, seiner orientalischen Entsprechung nach einem Wezir, eine Art antiker Vizekönig. Neben ihrer Schutzfunktion für den Großkönig als Kommandanten der Garde hatten die Amtsinhaber zunehmend auch Aufgaben in der Staatsführung übernommen, die sie im Falle der Abwesenheit oder Regierungsunfähigkeit des Königs übernahmen.
Für Alexander und seine Makedonen war diese Funktion nicht unbekannt. In ihrer Heimat hatte einst Philipp II. in der Zeit seiner Feldzüge die Staatsführung seinem Freund Antipatros übertragen, auf den auch Alexander für die Dauer seiner Abwesenheit in Asien als Verweser zurückgegriffen hat. Nachdem Dareios III. 330 v. Chr. gestorben war und sein letzter Chiliarch Nabarzanes sich ergeben hatte, hatte Alexander die „Apfelträgergarde“ in seine Streitkräfte integriert und das Chiliarchemamt in seinem Hofstaat eingeführt. Amt und Schutzauftrag wurden dem engsten persönlichen Freund des Königs (philalexandros) Hephaistion und der ihm unterstehenden Abteilung der Hetairenreiterei anvertraut.
Hephaistion musste nie Regierungsaufgaben übernehmen; er starb 324 v. Chr. und wurde durch Perdikkas ersetzt. Dieser übernahm nach Alexanders Tod im Jahr darauf die Regentschaft über das Reich für die regierungsunfähigen Könige und ernannte Seleukos zum Chiliarchen. Dieser verübte allerdings 320 v. Chr. Verrat an dem Regenten und war an dessen Ermordung beteiligt, woraufhin das Chiliarchenamt seine Bedeutung für das sich in Auflösung befindende Alexanderreich verlor.

### Der Hofstaat
Im Verlauf des Feldzugs und mit der Übernahme des persischen Reichs wurde für Alexander die Einführung einer organisierten Hofverwaltung notwendig, in der sich sein Staat manifestierte, mit dem er seine Herrschergewalt über sein Reich zur Geltung bringen konnte. Zu seinen Lebzeiten bildeten sich drei Hofämter, von denen das des Archivars das vermutlich älteste war. Diesen Posten hatte Eumenes von Kardia inne, der bereits Philipp II. als Privatsekretär (grammateos) gedient und diese Stellung unter Alexander behalten hatte. Mit der Zunahme von Herrscherdiplomen, Gesetzesdekreten und Verfügungen des Königs sind Eumenes neben seinen Aufgaben als Privatsekretärs auch jene des Archivars zugefallen, der den staatlichen Schriftverkehr zu leiten hatte. Er war dabei örtlich nicht gebunden und zog samt dem Archiv mit dem Heer mit. Dabei wurde das Archiv in Indien von Alexander unbeabsichtigt niedergebrannt.
Nachdem die in Sardes, Damaskus, Babylon, Susa, Persepolis und Ekbatana gehorteten Schätze der persischen Könige in seinen Besitz übergegangen waren, vertraute Alexander deren Verwaltung einem Schatzmeister an, seinem Jugendfreund Harpalos. Anders als noch unter den Achämeniden waren dem Schatzmeisteramt nun alle Finanzinspektoren unterstellt, die in den Provinzen die Steuereinnahmen, deren von den Persern festgelegten Sätze beibehalten wurden, und deren Verwendung beaufsichtigten. Die Fiskalpolitik wurde damit also zentralisiert, womit die Kompetenzen der Satrapen zugunsten der königlichen Zentralgewalt beschnitten wurden. Die Aufgaben des Schatzmeisters bestanden nicht nur darin, den Schatz zu verwalten und das weiter ziehende Heer zu finanzieren, sondern seinen Wert auch auszumünzen, was aufgrund seiner schier unvorstellbaren Größe in einem für Zeitgenossen nie gekannten Ausmaß geschah. Der von Harpalos in Umlauf gebrachte Geldwert hatte einen sprunghaften Anstieg des Handels im gesamten östlichen Mittelmeerraum bis nach Indien zur Folge und legte damit die Grundlagen des Welthandels der hellenistischen Zeit. Wichtige Münzprägestätten waren Pella, Amphipolis und Babylon. Der Schatzmeister hatte seinen Verwaltungssitz zunächst in Ekbatana, später dann in Babylon, wo Harpalos allerdings eine üble Misswirtschaft führte, sich selbst und seine Freunde bereicherte. Er wurde nach seiner Flucht durch Antimenes von Rhodos ersetzt, der die erste staatlich garantierte Versicherung der Geschichte einführte, auf Sklavenflucht.
Die unmittelbare Hoforganisation wurde spätestens seit 330 v. Chr. von dem Amt des Kammerherrn (eisangeleus) übernommen, das mit Chares von Mytilene besetzt wurde. Da Alexander ständig mit seinem Heer zog, hatte Chares hauptsächlich die persönlichen Bedürfnisse des Königs an Verpflegung, den Audienzempfang im königlichen Zelt sowie die Einteilung der Pagen zu regeln. Später kam noch der Haushalt der Königin Roxane hinzu. Erst nach der Rückkehr in die Königstädte Susa und Babylon konnte der Kammerherr seine Aufgaben auf die einer umfangreicheren Palastverwaltung ausdehnen.

### Die Provinzordnung
In Asien übernahm Alexander die Organisation des Reiches mit seiner Einteilung in mehrere Provinzen, Satrapien genannt, nahezu vollständig von den Achämeniden. Unter ihnen hatten sich vor allem in Kleinasien einige dieser Provinzen zu regelrechten Kleinkönigreichen entwickelt, deren Statthalter ihre Ämter dynastisch vererben konnten. Diese Praxis beendete Alexander, indem er die etablierten persischen Dynastien absetzte und durch makedonische Vertrauensleute ersetzte, wie überhaupt für alle Provinzen westlich des Euphrat nun Makedonen als Statthalter betraut wurden. Neben einer Stärkung der königlichen Zentralgewalt lag dieser Maßnahme auch die strategische Bedeutung dieser Landschaften für den Feldzug zugrunde, durch welche die wichtigsten Nachschubwege aus Europa nach Asien hinein verliefen. Folglich war Alexander darauf bedacht, dass sie von Männern seines Vertrauens kontrolliert wurden. Die makedonischen Satrapen westlich des Euphrats erhielten dabei mit ihrem Amt zivile und militärische Kompetenzen, wie es zuvor auch unter den Achämeniden üblich gewesen war. Ganz anders verfuhr Alexander in den Provinzen östlich des Euphrat, in deren meisten die persischen Satrapen in ihren Ämtern belassen wurden, sofern sie dem neuen König die Gefolgschaftstreue schworen. Nicht immer erwies sich dieses Vertrauen als berechtigt und einige Satrapen gebärdeten sich nach dem Weiterzug Alexanders wieder wie unabhängige Kleinkönige oder revoltierten sogar offen gegen ihn, wie beispielsweise im Fall des Satibarzanes. Mit ihnen ging Alexander nach seiner Rückkehr aus Indien hart ins Gericht. Sein Vertrauen in die persischen Satrapen ging allerdings nicht so weit, dass er ihnen die gleichen Freiheiten und Kompetenzen zugestanden hätte wie es die Achämeniden getan hatten. In den östlichen Provinzen führte Alexander eine Gewaltenteilung ein, bei welcher den persischen Satrapen die zivilen Vollmachten belassen, die militärischen aber einem makedonischen Offizier übertragen wurden, der neben dem Schutzauftrag für die Provinz auch als „Aufseher“ (episkopos) den Statthalter überwachen sollte. Die indischen Provinzen, gemeint sind die Landschaften entlang des Indus, wurden wieder an Makedonen mit allen Kompetenzen vergeben. Abgesehen von der durch die Satrapen zu überwachenden Friedenspflicht, der Steuerleistung und Kriegsfolge blieben die Provinzen autonom, innerhalb ihrer Grenzen galten die traditionellen Rechtsnormen der jeweiligen Völker, in die Alexander nur dann eingriff, wenn er die Loyalität zu sich in Frage gestellt sah.
Ägypten nahm für Alexander eine Sonderrolle ein, indem er dem Land eine autonome Stellung innerhalb seines Reiches zuerkannte, während die Achämeniden dieses alte Kulturland noch wie eine einfache Satrapie behandelt hatten. Ganz seiner Rolle als Befreier genügend, löste er Ägypten aus der persischen Satrapienordnung heraus und behandelte es gleichberechtigt gegenüber dem asiatischen Teil, was die später von Ptolemaios betriebene Loslösung vom Alexanderreich begünstigte. Sich des Reichtums und der Bedeutung des Nillandes als wichtigster Getreideproduzent im östlichen Mittelmeer bewusst, teilte Alexander die Landesverwaltung, um das Entstehen eines machtvollen regionalen Gegengewichts zum Einheitsreich zu unterbinden. Wie unter den alten Pharaonen wurde auf unterster Ebene die Gauverwaltung beibehalten und die ihr traditionell übergeordneten Verwaltungsbezirke von Ober- und Unterägypten wiedereingerichtet, die mit je einem einheimischen Amtsträger besetzt wurden, dem einzig die zivile Verwaltung oblag. Die Fiskalaufsicht über ganz Ägypten wurde allerdings in einem Amt zentralisiert, das mit dem heimischen, aber gebürtigen Griechen Kleomenes von Naukratis besetzt wurde. Die militärische Absicherung wie auch die Sicherung des Nildeltas wurden voneinander getrennt und je einem makedonischen Offizier anvertraut. Alexanders Handhabe in Bezug auf Ägypten wurde von seinem Nachfolger in der Regentschaft Perdikkas insofern fallen gelassen, als dieser mit Ptolemaios wieder einen Satrapen für ganz Ägypten ernannte, der dann nach dem Zerfall des Alexanderreichs Ägyptens staatsrechtliche Position als eigenständige, nun aber hellenistische Macht wiederherstellte.
Die Reichsteile bzw. Satrapien des Alexanderreichs und das Jahr ihrer Unterwerfung:
| Makedonien                             | 336 v. Chr.     | unteres Syrien (Koilesyrien) | 332/331 v. Chr. | Karmanien                   | 330 v. Chr. |
| Thrakien                               | 336 v. Chr.     | Ägypten                      | 331 v. Chr.     | Arachosien                  | 330 v. Chr. |
| Kleinphrygien                          | 334 v. Chr.     | Mesopotamien                 | 331 v. Chr.     | Paropamisaden               | 329 v. Chr. |
| Lydien und Ionien                      | 334 v. Chr.     | Babylonien                   | 331 v. Chr.     | Baktrien                    | 329 v. Chr. |
| Karien                                 | 334 v. Chr.     | Susiana                      | 331 v. Chr.     | Sogdien                     | 329 v. Chr. |
| Lykien und Pamphylien                  | 334 v. Chr.     | Persis                       | 330 v. Chr.     | Gandhara                    | 327 v. Chr. |
| Großphrygien                           | 333 v. Chr.     | Medien                       | 330 v. Chr.     | oberes Indien (Punjab)      | 327 v. Chr. |
| Paphlagonien                           | 333 v. Chr.     | Tapurien und Mardien         | 330 v. Chr.     | unteres Indien (Indusdelta) | 325 v. Chr. |
| Kilikien                               | 333 v. Chr.     | Parthien und Hyrkanien       | 330 v. Chr.     | Gedrosien                   | 325 v. Chr. |
| oberes Syrien (Assyrien und Phönizien) | 333/332 v. Chr. | Areia                        | 330 v. Chr.     | Kappadokien                 | 322 v. Chr. |

### Die Städte
Zu den allgemein anerkannten Verdiensten Alexanders zählt sein Wirken als Stadtgründer, was die Verbreitung griechischen Kulturlebens in der gesamten östlichen Mittelmeerregion bis nach Zentralasien hinein ermöglichte. Bereits als Kronprinz war er dem Vorbild seines Vaters gefolgt, der Philippi gegründet hatte, und hatte eine erste eigene Stadt gegründet, die wie die meisten anderen später auch seinen Namen trug. Die während des Feldzuges getroffenen städtebaulichen Maßnahmen dienten vor allem auch seinem eigentlichen Zweck, nämlich als Militär- und Sicherungsposten für Nachschubwege und strategisch wichtige geographische Punkte. Weiterhin stellten sie die neuen urbanen Zentren der eroberten Landschaften dar, von denen aus die Staatsgewalt über das Umland zur Geltung gebracht werden konnte. Aus den antiken Berichten können etwas mehr als zwanzig Städte als Gründungen Alexanders erschlossen werden, wenngleich Plutarch ihm mehr als siebzig zuschreibt, eine Zahl, die höchstens unter Einbeziehung der in der Geschichtsschreibung anonym gebliebenen Militärstützpunkte und Kleinstsiedlungen wahrscheinlich ist. Kaum ein anderer Mensch vor oder nach ihm hat so viele Städte gegründet, die alle nach der griechischen Polis-Verfassung konzipiert wurden. Die neuen Städte wurden in der Regel an bereits besiedelten Standorten angelegt, wie das berühmte ägyptische Alexandria, indem die ansässige Lokalbevölkerung entweder freiwillig oder durch Anordnung in die bestimmten Stadtgrenzen umgesiedelt wurde. Häufig wurde einfach alten persischen Städten eine Polis-Verfassung gegeben, wodurch sie vom Standpunkt der Griechen überhaupt erst den Rechtsstatus einer Stadt erhielten und als Neugründungen galten. Die meisten wurden nach ihrem Gründer „Alexándreia“ benannt. Die ersten Siedler der neuen Städte waren die makedonischen und griechischen Kriegsinvaliden und ausgemusterten Veteranen des Heeres Alexanders; dazu kamen zur Sicherung abgestellte Garnisonen, die in der Regel aus griechischen Söldnern oder auch Thrakern zusammengesetzt waren. Ihnen schlossen sich später aus der Heimat zuziehende Landsleute als Händler und Glückssucher, Gewerbetreibende und Abenteurer an. Diese Expansion der städtischen Lebensform wurzelte in einem Bevölkerungsüberschuss der griechischen Welt. Schon Isokrates hatte Philipp II. dazu geraten, heimatlose Griechen in neue Städte in Kleinasien anzusiedeln und auch Aristoteles hatte seinen Schüler Alexander zu solchen Maßnahmen geraten. Ferner wurden auch einheimische orientalische Bevölkerungsgruppen angesiedelt, die als Landsmannschaften innerhalb der Stadtverfassung eigene von den Hellenen separierte Gemeinden (politeuma) bildeten. Das ägyptische Alexandria beispielsweise war für sein großes jüdisches Viertel berühmt. Inwiefern den Orientalen das Bürgerrecht zuerkannt wurde, ist zweifelhaft. Vermutlich mussten sie dafür durch kulturelle Assimilation zu Hellenen werden.
Stadtgründungen, die Alexander dem Großen zugeschrieben werden können:
| Stadt                                                                      |        | Gründungsjahr        | Standort                                        |
| -------------------------------------------------------------------------- | ------ | -------------------- | ----------------------------------------------- |
| Alexandropolis                                                             | [ 32 ] | 340 v. Chr.          | bei Sandanski / Bulgarien                       |
| Tyros                                                                      | [ 33 ] | 332 v. Chr.          | Tyros / Libanon                                 |
| Gaza                                                                       | [ 33 ] | 331 v. Chr.          | Gaza / Palästinensische Autonomiegebiete        |
| Alexandria bei Ägypten (Alexándreia pros Aigyptos/Alexandreia ad Aegyptum) | [ 34 ] | 7. April 331 v. Chr. | Alexandria / Ägypten                            |
| Alexandria in Aria                                                         | [ 35 ] | 330 v. Chr.          | Herat / Afghanistan                             |
| Alexandria die Voraussehende (Alexándreia Prophthasia)                     | [ 36 ] | 330 v. Chr.          | Farah / Afghanistan                             |
| Alexandria in Arachosien (Alexándreia Arachōsíā)                           | [ 37 ] | 330/329 v. Chr.      | Kandahar / Afghanistan                          |
| Alexandria am Kaukasus (Alexandreia ad Caucasum)                           | [ 38 ] | 329 v. Chr.          | Tscharikar oder Begram / Afghanistan            |
| Alexandria die Äußerste (Alexandria Eschate)                               | [ 39 ] | 329 v. Chr.          | Chudschand / Tadschikistan                      |
| Alexandria am Oxos                                                         | [ 40 ] | 328 v. Chr.          | Ausgrabungsstätte bei Ai Khanoum in Afghanistan |
| Alexandria in der Oase Merw (Alexándreia Margiana)                         | [ 41 ] | 328 v. Chr.          | Merw / Turkmenistan                             |
| Nikaia am Kophen                                                           | [ 42 ] | 327 v. Chr.          | Kabul oder Dschalalabad / Afghanistan           |
| Alexandria-Bukephalia und Nikaia                                           | [ 43 ] | 326 v. Chr.          | Jhelam / Pakistan                               |
| Alexandria am Akesines                                                     | [ 44 ] | 326 v. Chr.          |                                                 |
| erstes Alexandria am Fluss (Alexandria am Indus)                           | [ 45 ] | 325 v. Chr.          | Uch / Pakistan                                  |
| zweites Alexandria am Fluss                                                | [ 46 ] | 325 v. Chr.          | Pakistan                                        |
| Patala die Stadt aus Holz (Xylenopolis)                                    | [ 47 ] | 325 v. Chr.          | Thatta / Pakistan                               |
| Alexanderhafen                                                             | [ 48 ] | 325 v. Chr.          | Pakistan                                        |
| Alexandria Rhambakia                                                       | [ 49 ] | 324 v. Chr.          | Bela / Pakistan                                 |
| Alexandria in Karmanien (Alexándreia Karmānia)                             | [ 50 ] | 324 v. Chr.          | Gav Koshi / Karmanien / Iran                    |
| Alexandria in Susiana (Alexandria am Tigris)                               | [ 51 ] | 324 v. Chr.          | Charax Spasinu / Irak                           |

In der Verfassung des hellenistischen Flächenstaates, angefangen beim Reich Alexanders und fortgeführt unter den Diadochen, nahmen die hellenistischen Städte eine Sonderrolle ein, die sich aus einem Kompromiss zwischen der traditionellen städtischen Autonomie der vorbildgebenden griechischen Poleis auf der einen und aus der Unterordnung unter die Bedürfnisse eines allgemeinen Landfriedens (koinē eirēnē) auf der anderen Seite ergab, für dessen Einhaltung einzig das Reichsoberhaupt garantieren konnte. Die höhere Gewalt des Königs gewährleistete die Freiheit der Städte nach innen und begrenzte sie zugleich nach außen. Den Städten wurde also eine demokratische Selbstverwaltung gewährt, mit Ausnahme der Königsstädte, blieben aber in allen anderen Belangen dem König untergeben, dem sie als Gründer (ktistes) ihre städtischen Rechte und Privilegien verdankten und dem sie dafür göttliche Ehren, Steuern oder Tribute schuldeten. Nicht zuletzt deshalb legitimierten die späteren hellenistischen Könige ihre Herrschaft auch auf die Nachfolge Alexanders, da sie sich so in die Weisungsbefugnis seiner Städte setzen und sie so ihrer eigenen Herrschaft unterwerfen konnten. Da sie auf Königsland gegründet wurden, fügten sich die Städte in die Satrapienordnung des Reiches ein. Im Gegenzug wurde ihnen die Besetzung der kommunalen Ämter, das Münzrecht und die Finanzhoheit sowie das Gerichtswesen überlassen. Zwischenkommunale Konflikte wurden nicht mit Waffengewalt ausgetragen, das Gewaltmonopol lag allein beim König, sondern wurden durch anerkannte neutrale Schiedsrichter gelöst. Die Einbindung der griechischen Stadtkultur in die Rechtsordnung seines monarchischen Staates stellt damit eine der wichtigsten geschichtlichen Neuerungen dar, die mit dem Wirken Alexanders einhergingen. Sie trug entscheidend zur dauerhaften Etablierung von Flächenstaaten und zur Überwindung des klassischen griechischen Stadtstaates bei, von denen bis zur römischen Eroberung nur die wenigsten überdauerten. Die Städte Alexanders und seiner Diadochen wuchsen dagegen zu den bevölkerungsreichsten der Antike heran, wurden zu Zentren des Welthandels und Gewerbes, der griechischen Bildung und Kunst, in denen die zugezogenen Orientalen im Geist des Hellenismus aufwuchsen, der über die Stadtgrenzen hinweg auf das Umland und in den römischen Westen hinausstrahlte.

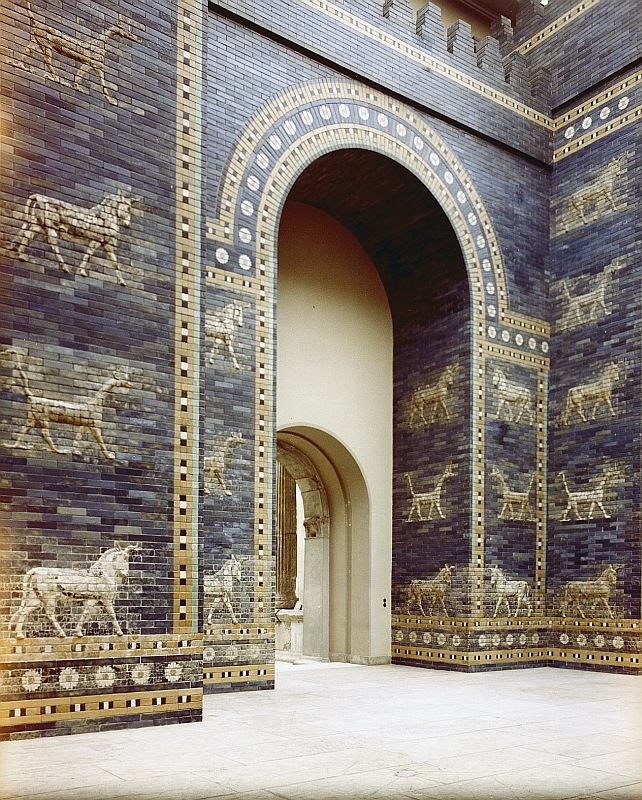
Durch das Ischtar-Tor ist Alexander 331 v. Chr. in Babylon eingezogen. Pergamonmuseum, Berlin.

Das Verhältnis Alexanders zu „seinen“ Städten unterschied sich grundlegend zu denen des klassischen Griechenland, vor allem gegenüber den „drei Häuptern“ Athen, Theben und Sparta. Als anerkannter Hegemon des Hellenenbundes stand er ihnen zwar vor, doch suchten sie stets in allen Belangen ihre politische Freiheiten gegen ihn zu verteidigen. Die Hegemonie Makedoniens war von den Griechen nur schwer und unter Zwang zu ertragen, in Erinnerung an ihre eigene stolze Vergangenheit und in ihrer kulturellen Selbstüberschätzung gegenüber den Makedonen. In mehreren bewaffneten Konflikten versuchten sie deshalb, die makedonische Hegemonie abzuschütteln, den Bruch des beeideten Landfriedens dabei in Kauf nehmend. Dazu zählen der Abfallversuch Thebens (335 v. Chr.), der Mäusekrieg (334–330 v. Chr.) und nach Alexanders Tod der lamische Krieg (323–322 v. Chr.). Aber auch Alexander war an diesen Auseinandersetzungen nicht schuldlos, indem er gelegentlich seine zugestandenen Kompetenzen als Hegemon überschritt und in innere Verhältnisse der Städte eingriff. Vor allem das 324 v. Chr. erlassene Verbanntendekret rief heftigen Widerstand hervor. Es räumte etwa 20.000 im Exil lebenden Bürgern die Begnadigung und das Rückkehrrecht in ihre Städte ein, darunter promakedonisch Gesinnten und von den Demokraten vertriebenen Tyrannenfreunden. Die Rückführungsmodalitäten hatten die Städte selbst zu regeln, wobei alte Besitzverhältnisse wiederhergestellt und finanzielle Entschädigungen gezahlt werden mussten, was den Unmut gegen Alexander verstärkte. Auch beinhaltete dieses Dekret die Rückführung der von Athen vertriebenen Bürger von Samos in ihre Heimatstadt, die zu verteidigen sich Athen jedoch entschlossen hatte; dies war eine der Ursachen für den lamischen Krieg. Die Niederlage Athens 322 v. Chr. hatte die Auflösung des Hellenenbundes zur Folge. Der siegreiche De-facto-Herrscher Makedoniens, Antipatros, stellte die Städte unter seine direkte Kontrolle, beseitigte ihre Demokratien und setzte an ihrer Stelle promakedonische Oligarchen und Tyrannen ein.
Die Königsstädte stellten im Alexanderreich insofern eine Ausnahme dar, als sie nicht der Provinzverwaltung, sondern unmittelbar dem König unterstellt waren und deshalb auch über keine Selbstverwaltung verfügten. Eine Königsstadt zeichnete sich durch die Anwesenheit eines Königspalastes (basileion) aus; dies waren unter Alexander das makedonische Pella mit dem Palast des Archelaos I., das ägyptische Alexandria mit seinem eigenen aber nie bewohnten Palast und Babylon mit dem Palast Nebukadnezars. Babylon hatte unter den Achämeniden ihre Stellung als bevölkerungsreichste und wohlhabendste Stadt bewahrt, worauf sich ihr Selbstbewusstsein gegenüber der persischen Herrschaft stützte und ihre kulturelle Strahlkraft hatte bis nach Griechenland gereicht. Für Alexander war sie die bevorzugte Residenz, hier wurde sein Staatsschatz und Hofstaat eingerichtet und hier starb er auch. Sie war damit die inoffizielle Hauptstadt seines Reichs. Für seinen Nachfolger Seleukos stellte Babylon die Ausgangsbasis seines eigenen Reichs dar, doch verlor sie bereits unter ihm den Hauptstadtcharakter, nachdem das Herrschaftszentrum der Seleukiden von Mesopotamien nach Syrien verlegt worden war. Pella und Alexandria hingegen behielten auch unter den Antigoniden bzw. Ptolemäern ihren Rang als Königsstädte bei. Die alten persischen Residenzen Susa, Ekbatana und Persepolis, mit seinem abgebrannten Palast, büßten schon unter Alexander ihren Status als Königsstädte ein und versanken allmählich in provinzieller Bedeutungslosigkeit.
Die Rechtslage der befreiten griechischen Städte der ionischen Küste zum Alexanderreich blieb weitgehend unklar. Alexander hatte dort die propersischen Tyrannen zugunsten demokratischer Ordnungen abgesetzt, sie schlossen sich darauf aber nicht dem Hellenenbund an. Für den Krieg leisteten sie eine freiwillige Kriegssteuer (syntaxis), die im weiten Sinne als Fortsetzung des alten Persertributes (phoros) verstanden werden kann. In Ephesos wurde dieser von Alexander sogar weiter eingefordert, nur kam sein Verwendungszweck nun dem lokalen Artemis-Heiligtum zugute, das bei seiner Geburt niedergebrannt war. Faktisch waren die ionischen Städte von diesem Zeitpunkt an gänzlich autonom, allerdings dürften sie sich letztlich außenpolitisch an das Alexanderreich angelehnt haben, wie die Anwesenheit makedonischer Garnisonen in Rhodos, Chios, Side und später in Ephesos erahnen lässt. Die Städte Phöniziens und Zyperns, die für den Seehandel eine große Bedeutung hatten, waren durch ihre Vasallenkönige gegenüber Alexander zur Gefolgschaft verpflichtet, der die Oberherrschaft über sie von den Achämeniden übernommen hatte. Tyros fiel nach seiner Eroberung 332 v. Chr. sogar unter seine Direktherrschaft, die mit einer Garnison abgesichert wurde.

## Herrscherkult
Eine mit dem Königtum Alexanders im antiken Herrschaftskonzept eingeführte Neuerung, die Vorbildcharakter für seine hellenistischen und römischen Nachfolger hatte, war die von ihm gegen Ende seines Lebens eingeforderte Apotheose, also der Anspruch seiner Anerkennung als lebender Gott. Damit steht seine Herrschaft am Anfang einer Programmatik, weltliche Herrschaft durch die sakrale Erhöhung ihres Inhabers zu legitimieren, die sich in einen umfassenden Herrscherkult manifestierte. Die Vorstellung, dass ein Sterblicher, der Übermenschliches geleistet hat, den Göttern an die Seite gestellt werden kann, hatte sich aus der griechischen Glaubenswelt generiert, entwickelte sich in Bezug auf Alexander aber insofern zu einem Paradoxon, weil nur eine Minderheit der griechischen Gelehrtenwelt bereit war, ihm einen solchen Status zuzuerkennen. Möglicherweise orientierte sich Alexander weiterhin an einem, wenn auch von der hellenischen Welt missverstandenen persischen Vorbild, bei dem den persischen Königen die Inanspruchnahme einer gottgleichen Existenz nachgesagt wurde. In jedem Fall aber beanspruchte er ähnlich den Achämeniden seine Herrschaft aufgrund göttlichen Rechts und stellte sich damit an den Anfang einer Entwicklung, die über seine ihn nachahmenden hellenistischen Nachfolger und den römischen Kaiserkult (Divus) in das Gottesgnadentum der christlichen Monarchien übergehen sollte.
Wie bereits erwähnt, berief sich Alexander während seines Eroberungszuges mehrfach auf den Willen der Götter, um seine Herrschaft über Asien zu legitimieren. Zuerst tat er dies 334 v. Chr. durch seinen Speerwurf in den Boden der Küste Kleinasiens, dann durch seine Rätsellösung im Heiligtum zu Gordion 333 v. Chr. und schließlich in seinem Brief an Dareios III. im selben Jahr. Sein in demselben Zusammenhang getätigter Besuch in der Orakelstätte von Siwa, einem Heiligtum des ägyptischen Gottes Amun, der von den Hellenen mit Zeus identifiziert wurde, stellt dabei eine der am häufigsten diskutierten Episoden seiner Biographie dar. Aus den Berichten mehrerer Historiker ist zu entnehmen, wie Alexander in einer vertraulichen Befragung von dem Orakel die richtigen Antworten auf seine Fragen erhalten habe. Seine Aussicht auf eine erfolgreiche Eroberung Asiens wäre dabei sein wichtigstes Anliegen gewesen, wie von seinem Umfeld gemutmaßt und angedeutet wurde. Allerdings hatten sich von diesem Zeitpunkt an auch Stimmen gemehrt, die in dem von Alexander initiierten Orakelbesuch auch eine Bestätigung seiner unmittelbaren Filiation von Zeus erkannt haben wollen. Dies dürfte allerdings einmal mehr aus einem Missverständnis resultiert sein, da der von den Priestern anerkannte Herr Ägyptens immer als „Sohn des Amun-Re“ angesprochen wurde, eine Würde die quasi ex officio mit der des Pharao verbunden war, in dessen Stellung Alexander nach dem Orakelbesuch in Memphis inthronisiert wurde.

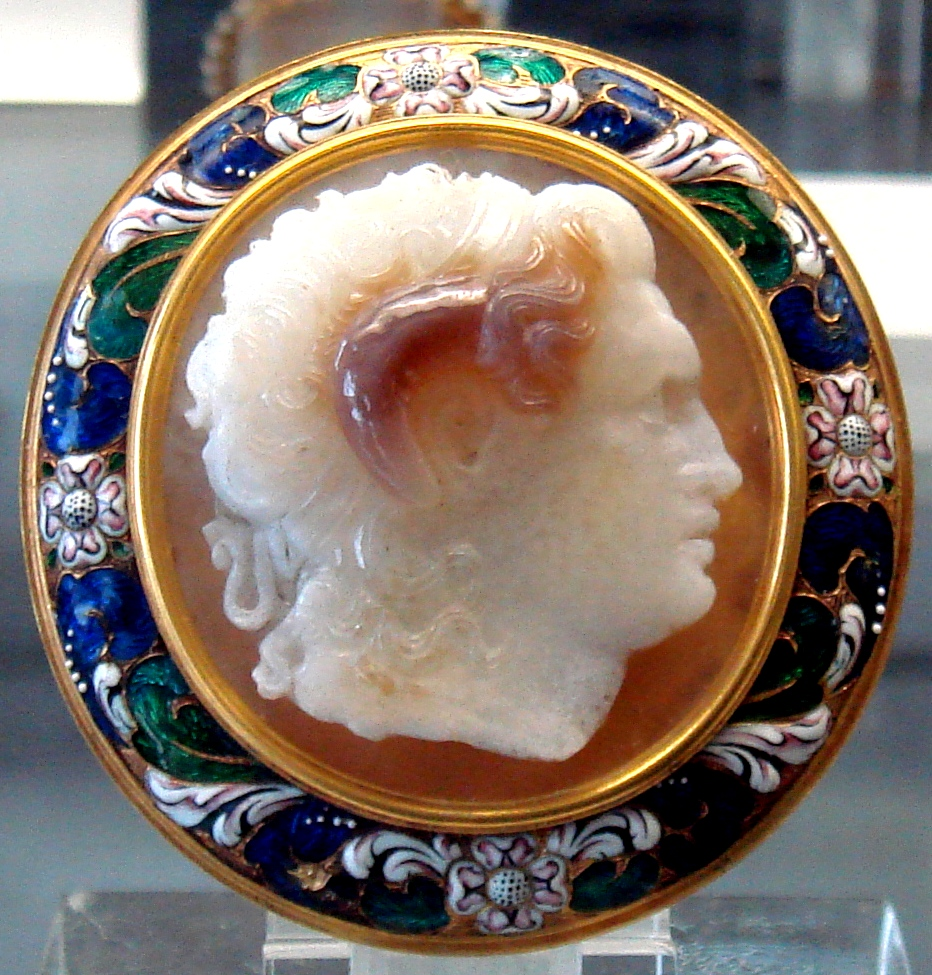
Alexander dargestellt als Sohn des Zeus-Ammon, erkennbar an den Widderhörnern. Gemme vermutlich römischen Ursprungs, hergestellt in augusteiischer Zeit. Cabinet des Médailles, Paris.

Auch wenn es ihrer Vorstellungswelt entsprach, so war die Apotheose bei den Hellenen vor allem eine höchst politische und gesellschaftliche Angelegenheit. Dem makedonischen Naturell mit seiner ausgeprägten Vätersitte entsprach sie nicht, in der die Annahme einer göttlichen Filiation vor allem als Leugnung des natürlichen Vaters aufgefasst wurde. Bei ihnen setzte sie sich auch nach Alexander nie durch. Und bei den auf ihrem Freiheits- und Gleichheitsprinzip beharrenden Griechen galt sie als anmaßend blasphemisch und wurde als ein herausragendes Merkmal eines despotischen Charakterzugs wahrgenommen, verkörpert unter anderem im abschreckenden Beispiel der orientalischen Achämeniden-Monarchie, die in ihrer vermeintlichen Göttlichkeit die Versklavung aller Völker angestrebt hätte. Eine göttliche Abstammung erschien bei den Hellenen allenfalls über die Verbindung zu einem hērōs akzeptabel, also zu einem gottgezeugten Menschen der mythischen Vorzeit, wie zum Beispiel die Abkunft des makedonischen Königshauses von Herakles anerkannt wurde, oder die von Alexanders Mutter verlautbarte Abkunft von Achilleus. Aber eine direkte Abstammung von einem Gott zu behaupten wurde als Anzeichen eines Verrats am Hellenentum und eines anmaßenden Größenwahns wahrgenommen, dem späteren Cäsarenwahn der Römer nicht unähnlich, der die Gleichrangigkeit der Hellenen untereinander in Frage stellt und als Absicht, eine tyrannische Herrschaft über diese zu errichten, gedeutet wurde, ganz nach dem Vorbild der persischen Könige.
Zumindest bis zu seinem letzten Lebensjahr verleugnete Alexander seinen irdischen Vater nicht und forderte auch von seinen Gefolgsleuten keine göttliche Ehren ein, duldete solche allerdings, wenn sie ihm von Schmeichlern angetragen wurden. Mit dieser ambivalenten Haltung, gepaart mit der später einhergehenden Aneignung orientalischer Herrscherattitüden, wie dem Hofzeremoniell, den Herrscherinsignien oder der Proskynese, erregte er in seinem Umfeld Verdacht. Seine Allüren stießen bei alten, konservativen Kreisen auf Opposition und arteten in teils tödliche Konflikte (Parmenion, Kleitos) aus. Unter Zeitgenossen hielt sich das Gerücht, seine Mutter Olympias, die für ihr religiöses Gebaren und ihren Hass auf Philipp II. berüchtigt war, habe bei dem letzten Gespräch mit ihrem Sohn die Wahrheit über dessen göttliche Abstammung offenbart, worauf sich seine Überzeugungen letztlich gestützt hätten. Für seine Gegner, wie Demosthenes, bestätigten solche Eindrücke das über ihn gefasste Urteil und bereiteten einen willkommenen Nährboden für Kritik und Spott.
Erst im letzten Jahr seines Lebens und nach dem Ende seines Eroberungszugs forderte Alexander 324 v. Chr. von allen Untertanen seines Herrschaftsbereichs, auch von den griechischen Städten, seine Anerkennung als Gott, die sich aus seiner gesteigerten Selbstauffassung ergab. Diese resultierte wiederum aus der Abfolge seiner schier unerhörten Erfolge, die jene eines Herakles oder Dionysios übertroffen habe. Ernst Badian äußerte dazu die Vermutung, dass schon das Orakel von Siwa seine Erhebung zum Gott noch zu Lebzeiten als Lohn vorausgesagt habe, die Eroberung Asiens als Bedingung vorausgesetzt. Alexanders Ansinnen ist nicht überall auf Widerstand gestoßen, wie aus der Verbreitung und Dauer seines Kultus weit über die Grenzen seines eigentlichen Herrschaftsgebiets zu erschließen ist. Von einigen seiner Gefährten, vor allem aus seiner Altersgeneration, wurde die „Orientalisierung“ seines Auftretens teils stillschweigend akzeptiert oder gar nachgeahmt, wie beispielsweise von Peukestas, der einen Alexanderaltar in Persepolis errichtete, oder von Eumenes, der den göttlichen Alexander zum Anführer der Silberschildtruppe machte. Sie nahmen die später von den Diadochen und Römern betriebene imitatio Alexandri vorweg. Auch bei den Griechen gab es Bereitschaft, Alexander als Gott anzuerkennen. In Athen wurde er auf Antrag des Demades und gegen den Widerstand des Demosthenes von der Ekklesia als dreizehnter Gott anerkannt und mittels einer Statue als „unbesiegbarer Gott“ geehrt, was von dem Kyniker Diogenes Laertios nicht ohne Spott kommentiert wurde. Darauf waren Festgesandte nach Babylon aufgebrochen, die mit goldenen Kränzen auf dem Haupt vor Alexander traten, wie vor einem Gott üblich. Sogar die Spartaner, die sich dem Anschluss an den Hellenenbund verweigert hatten, führten einen Alexanderkult ein. Hier und in Athen währte er allerdings nur bis zum Tod Alexanders 323 v. Chr., woraufhin Demades von seiner Stadt wegen Gottlosigkeit zu einer Geldstrafe verurteilt wurde. Bei den Hellenen wurde der Abstand des Menschen zu den Göttern durch den hērōs überbrückt, als solcher Alexander auch von einigen seiner Kritiker akzeptiert wurde, wie von Polybios, der in seiner Leistung zwar nichts Göttliches so doch etwas Übermenschliches erkannte. Unter den Orientalen galt Alexander nur bei den Ägyptern dank seines Pharao-Amtes als Gott, nicht aber bei den Phöniziern, Hebräern, Syrern, Babyloniern oder Persern, die schon ihren eigenen „nationalen“ Königen keine göttlichen Eigenschaften zuerkannt hatten. Dennoch verbreitete sich sein Kult über den Raum seines Herrschaftsgebiets, bedingt durch seine Verehrung unter den Diadochen und durch seine hellenistischen Städtegründungen, in denen dem Stadtgründer (ktistes) von jeher göttlicher Status mit einer entsprechenden Verehrung zuerkannt wurde. Der Alexanderkult verbreitete sich noch in vorchristlicher Zeit über seinen eigentlichen Herrschaftsraum hinaus in die gesamte Mittelmeerregion, so dass beispielsweise Gaius Iulius Caesar seinen im Vergleich zum Welteroberer geringen Ruhm vor einer Statue Alexanders im Herakles-Heiligtum von Gades in Spanien bedauerte. In Ägypten wurde Alexander von den Ptolemäern als Staatsgott institutionalisiert, sein Priesteramt war dort die höchste religiöse Würde und seit der Mitte des 2. Jahrhunderts v. Chr. mit dem Königtum verbunden. Im großen Heiligtum von Olympia ließ ein Privatmann aus Korinth in augusteiischer Zeit eine Statue des als Zeus dargestellten Alexander als Weihgeschenk aufstellen. Und noch bei spätantiken heidnischen Rednern war er als „Sohn des Zeus“ bekannt.

## Die Menschheitsidee
Von seinem Mentor Aristoteles hatte Alexander die eindringliche Mahnung erhalten, gegenüber Hellenen als Freund und Führer freier Männer aufzutreten, die asiatischen barbaroi jedoch solle er als Feinde und zukünftige Sklaven betrachten. Diese Aufforderung spiegelt die allgemeine Weltsicht der antiken Griechen wider, in der die Menschheit in ein zivilisatorisch überlegenes Hellenentum und in eine unzivilisierte kulturlose Barbarei zweigeteilt war. Für die Hellenen wurde das Barbarentum vor allem von den Orientalen verkörpert, die als verweichlicht, unterwürfig und unfähig zur Selbstbestimmung galten. Seit den Perserkriegen wurden sie als Feinde betrachtet. Platon sah sie als natürliche Feinde der Hellenen, der Perserhass war für Xenophon ein Ausdruck „edler“ Gesinnung und für Isokrates war Vergeltung für die Tempelschändungen des Xerxes das oberste Gebot jedes Hellenen. Uneinigkeit bestand allerdings in der Frage nach der Aufnahmefähigkeit eines Barbaren in den zivilisierten Kulturkreis. Für Aristoteles war diese Hürde unüberwindbar, da er das Barbarentum durch rassische Abstammung definierte. Aber schon der „Vater der Geschichtsschreibung“ Herodot hatte die Ansicht von der Hellenisierung durch Bildung und Sprache vertreten, demzufolge ein Barbar durch Erfüllung dieser Kriterien zum Hellenen werden konnte. Nach Antiphon sind alle Menschen, Hellenen wie Barbaren, in jeder Hinsicht gleich, einzig die Erziehung mache den Unterschied. Diese Auffassungen wurden unter anderem auch von Isokrates in seinen Ausführungen vertreten, mit denen auch Alexander vertraut gewesen sein könnte. Diese Haltung vertrat er jedenfalls während seines Feldzugs den Asiaten gegenüber, denen er mit Respekt begegnete und die er unter seine Gefährten (hetairoi) aufnahm, denen er in seinem Hofstaat wichtige Posten zuwies und deren Götter er achtete. Dabei stieß er bei seinen makedonischen und griechischen Landsleuten ständig auf Unverständnis.
Damit tat er nichts anderes als es den Achämeniden gleich, an deren Hof griechische Ärzte, Lehrer und Künstler in hohem Ansehen gestanden und nicht zuletzt als Söldner im Heer sehr begehrt gewesen waren. Ähnlich wie sie sah sich der ihnen nachfolgende Alexander als Schiedsrichter über der Menschheit, der alle Völker durch eine gemeinsame Denkweise und Lebensart zu einem Körper zusammenfügen und Brüderlichkeit unter ihnen fördern wollte. Doch im Unterschied zu den Achämeniden verfolgte er für dieses Ideal ein zielgerichtetes Programm, in der Hellenen und Orientalen in allen Belangen des Staates und des Heeres in Eintracht (homonoia) gleichgestellt sein sollten. Dieses Ideal war ursprünglich dem Bedürfnis der Griechen nach Frieden und Einheit untereinander für den gemeinsamen Kampf gegen die Perser entsprungen, Alexander wollte nun aber auch den ehemaligen Feind darin einbinden. Widerstand erfuhr er dabei vor allem bei seinen alten makedonischen Kriegern, die in ihrem anerzogenen Naturell nichts als Geringschätzung für die Perser übrig hatten und der Hinwendung ihres Königs zu diesem Volk und dessen Sitten mit Argwohn und teils offener Ablehnung begegneten. Alexanders „Orientalisierung“ stand allerdings seine den Orientalen abverlangte Hellenisierung gegenüber, in der diese durch Bildung und Sprache zum hellenischen, zivilisierten Kulturkreis aufschließen sollten. Im Urteil der Geschichtsschreibung verfolgte Alexander damit eine Politik der „Völkerverschmelzung“, in deren Ergebnis unter seiner Oberherrschaft die ehemals verfeindeten Kulturkreise des Okzidents und Orients vereint und deren Bewohner in einem kulturell homogenen Staatsvolk aufgehen sollten. Um das zu erreichen, hatte er von den Makedonen und andere Griechen das gleiche Verständnis und die gleiche Aufgeschlossenheit für orientalische Kultur und Lebensweise gefordert, die er ihnen vorlebte. Von klarer Ablehnung (Parmenion, Kleitos, Kallisthenes) über desinteressierte Gleichgültigkeit (Krateros, Perdikkas) bis hin zu bereitwilliger Annahme (Hephaistion, Peukestas) rief er damit unterschiedlichste Reaktionen unter seinen Gefährten hervor. Der kulturelle Brückenschlag sollte schließlich durch familiäre Bande erleichtert werden, als 324 v. Chr. in der Massenhochzeit von Susa 10.000 makedonische Krieger mit Asiatinnen verheiratet wurden, aus deren Nachwuchs die erste Generation des neuen Staatsvolks erwachsen sollte. Viele Makedonen hatten schon während des Feldzugs ein Konkubinat mit einheimischen Frauen begonnen, deren Kinder entgegen antiker Sitte als Freigeborene erzogen werden sollten. Von den Orientalen, die ihm weitaus bereitwilliger folgten, verlangte Alexander wiederum die Annahme griechischer Sprache und Bildung. Vorbildlich wirkte hier die Königinmutter Sisygambis, die um ihren Adoptivsohn verstehen zu können bereitwillig Griechisch lernte. Gleiches galt auch für den Rest der Königsfamilie, seine Ehefrauen und die persischen Adligen in seinem Gefolge, da Alexander selbst nie Persisch gelernt hatte. Weiterhin sollten 30.000 in Zentralasien rekrutierte Krieger neben der Sprache auch in makedonischer Kriegskunst und Kampfweise unterrichtet werden, als Voraussetzung für die Aufnahme in sein Heer, das sich der persischen Kriegskunst als überlegen erwiesen hatte.
Alexanders früher Tod setzte der Verwirklichung seines geradezu utopischen Menschheitsideals ein Ende. Seine Nachfolger führten die Politik der „Völkerverschmelzung“ nicht fort, entweder weil sie ihr selbst ablehnend gegenüberstanden oder nicht die dafür notwendigen Voraussetzungen besaßen, zumal sie in ihren Diadochenkriegen schon beschäftigt genug waren. Die meisten der hohen Offiziere verstießen ihre orientalischen Frauen schnell wieder und auch in ihrer Gefolgschaft stützten sie sich fast ausschließlich auf Makedonen bzw. Griechen. In den von ihnen gegründeten Diadochenreichen blieben Hellenen und Orientalen in Parallelgesellschaften voneinander getrennt, wobei erstere nun die herrschende Klasse darstellten. Und dennoch hatte Alexanders Politik die gesellschaftliche Entwicklung in seinen Nachfolgereichen insofern beeinflusst, als dass die Auffassung von der Hellenisierung des Orients durch kulturelle Assimilation seiner Bewohner weiterhin über Jahrhunderte hinweg galt. Für den gesellschaftlichen Aufstieg und der Teilhabe an Politik, Wirtschaft und Wissenschaft wurde in den hellenistischen Reichen die Annahme griechischer Bildung und Lebensweise vorausgesetzt, an der sich folglich die orientalischen Völkerschaften künftig orientierten und dem Hellenismus so zu seiner Weltgeltung verhalfen. Der im Hellenentum exaltierte Mensch gleich welcher Herkunft war bald nur noch als hellēnistai bekannt. Sogar Alexanders Idee der „Völkervermischung“ fand eine Fortsetzung, wenn auch keine programmatische, in den Ehen der vielen einfachen Menschen, die sich den Luxus „nationalen“ Standesdünkels nicht leisten konnten. Für Polybios waren deren Nachfahren, wie auch jene der Krieger Alexanders und deren Konkubinen, als mixhellēn bekannt, die einen großen Teil der hellenistischen Stadtkultur ausmachten. Zu ihnen kann man immerhin auch die Seleukiden zählen, die Nachfolger in Syrien, deren Stammmutter die persische Prinzessin Apame gewesen war. Und auch der Einheitsgedanke (homonoia) lebte fort, wobei es zur Ironie der Geschichte gehört, dass er in den Völkerschaften der hellenistischen Staaten Asiens und Ägyptens verwirklicht werden konnte und nicht in den Stadtstaaten des klassischen Hellas, wo er ursprünglich propagiert worden war. Im Orient kämpften zukünftig nicht mehr Völkerschaften, sondern Dynastien gegeneinander, während sich in Griechenland der alte Zwist zwischen Städten und Städtebünden, zwischen Poleisgriechen und Makedonen fortsetzte. Eine dauerhafte Eintracht konnte sich hier erst unter römischer Kontrolle einstellen.

## Die Nachfolger

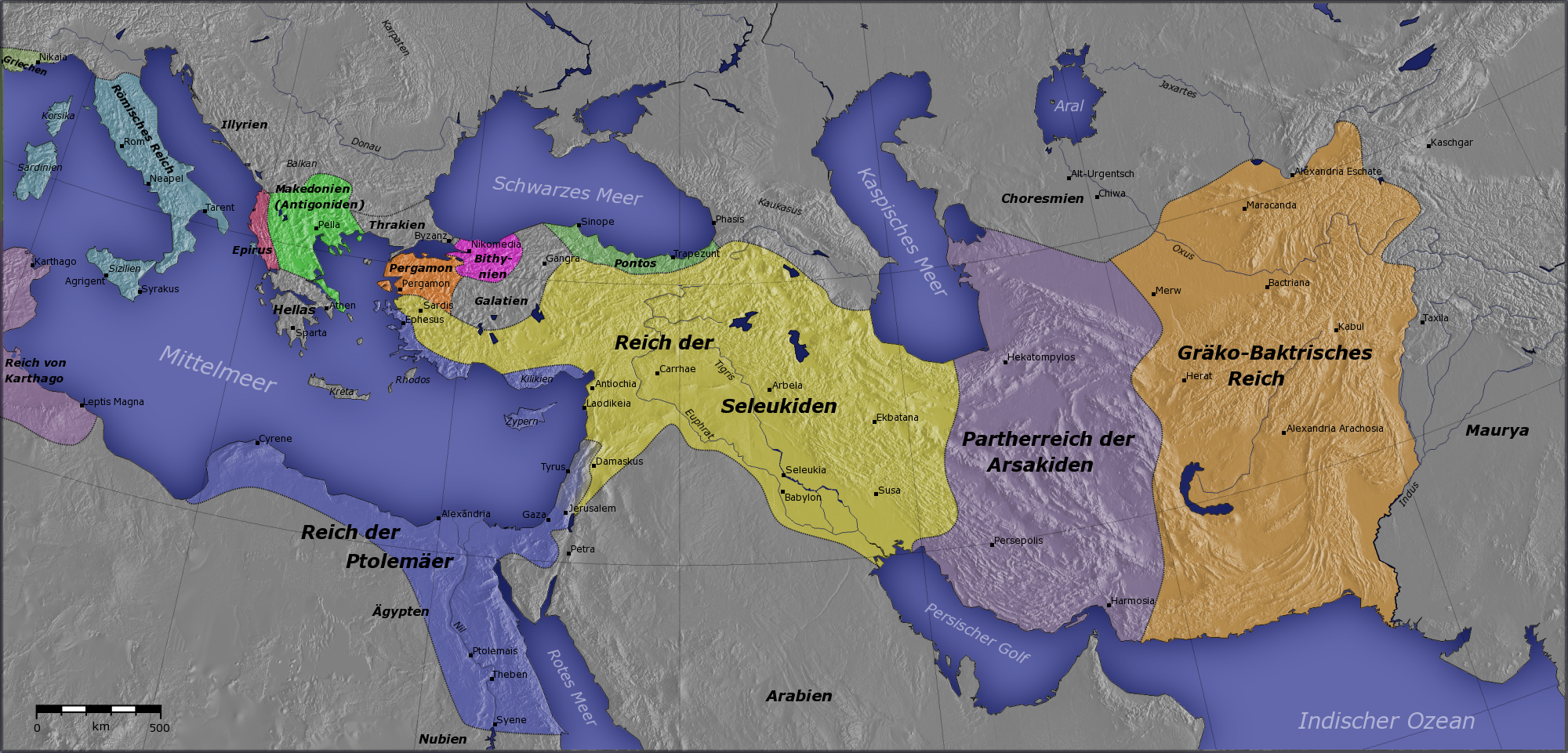
Die hellenistische Staatenwelt als Erbe des Alexanderreichs nach dem Ende der Diadochenkriege.

Der frühe Tod Alexanders 323 v. Chr. in Babylon stellte die makedonischen Offiziere seines Heeres vor die komplizierte Frage der Nachfolgeregelung, wobei persönliches Machtstreben verschiedener Akteure beinahe zu einem Bruderkrieg führte. Die Königsfamilie selbst war von diesem Zeitpunkt an, mangels handlungsfähiger männlicher Angehöriger, als selbstständig handelnde machtpolitische Größe ausgeschieden. Die handlungsfähigen Frauen hingegen sollten durch einen blutigen Konkurrenzkampf untereinander maßgeblich zum Untergang der Argeadendynastie beitragen. Das Heft des Handelns aber lag von nun an in den Händen der makedonischen Generäle, von denen jene der Infanterie Philipp III. Arrhidaios eigenmächtig zum König proklamierten. Dessen Mutter war zwar auch keine Makedonin, doch als Thessalierin gegenüber einer Asiatin immer noch akzeptabler. Nach einem Kompromiss mit der von diesem Akt brüskierten Hetairenreiterei wurde dann auch der nachgeborene Alexander IV. Aigos zum gleichberechtigten König erhoben. Der etwas ältere Herakles wurde von der Nachfolge ausgeschlossen, wobei neben dessen Unehelichkeit auch sein Alter eine ausschlaggebende Rolle gespielt haben dürfte, da er eher mündig geworden wäre als Alexander IV. Aigos, was den nach der Macht strebenden Generälen nicht ins Konzept passen konnte.
Denn diese Feldherren wollten die tatsächliche Nachfolge (diadochē) Alexanders antreten, die zunächst Perdikkas als Regent für die Könige für sich sichern konnte. Unter seiner Führung konnte bis zum Jahr 321 v. Chr. die kleinasiatische Provinz Kappadokien unterworfen werden, an der Alexander selbst noch vorbeigezogen war, womit das Alexanderreich seine größte territoriale Ausdehnung erreichte. Aber die Autorität des Regenten wurde schon früh in Frage gestellt und im ersten Diadochenkrieg (321–320 v. Chr.) erfolgreich herausgefordert. Auf der Konferenz von Triparadeisos wurde dann Antipatros zum neuen Regenten bestimmt, der die Königsfamilie nach über einem Jahrzehnt der Abwesenheit nach Makedonien zurückführte. Dort aber starb er schon 319 v. Chr., woraufhin der zweite Diadochenkrieg entbrannte, in dem sich die Generäle wie auch das Königshaus untereinander dezimierten. Die strukturelle Integrität des Alexanderreichs befand sich von da an in einer nicht mehr aufzuhalten Auflösungserscheinung. Im Diadochenfrieden von 311 v. Chr. teilten die letzten übriggebliebenen Kriegsherren das Alexanderreich faktisch in ihre Einflussgebiete auf. Die darin beschlossene Übergabe der Herrschergewalt an den mittlerweile letzten lebenden König Alexander IV. Aigos wurde von Kassander als Aufforderung, sich dieses potentiellen Problems anzunehmen, aufgefasst. Er ließ den König und seine Mutter 310 v. Chr. in aller Heimlichkeit umbringen. Im Jahr darauf wurde auch der letzte männliche Argeade Herakles von Polyperchon ermordet.
Die Diadochen fühlten sich zu diesem Zeitpunkt aufgrund ihres Kriegsgeschickes selbst in der Herrschaft über das ehemalige Alexanderreich legitimiert, dem alten Prinzip des „speergewonnenen Landes“ folgend. Die meisten von ihnen strebten die Aufteilung des Reichs in die von ihnen gehaltenen Herrschaftsgebiete an. Nur Antigonos Monophthalmos („der Einäugige“) und dessen Sohn Demetrios Poliorketes („der Städtebelagerer“) erhoben Anspruch auf die Nachfolge im gesamten Alexanderreich, doch unterlagen sie in der entscheidenden Schlacht von Ipsos im Jahr 301 v. Chr., wonach der Einheitsgedanke endgültig sein Ende fand. Im Wesentlichen sind aus dem Alexanderreich die Königreiche der Antigoniden in Makedonien, der Ptolemäer in Ägypten und der Seleukiden in Syrien hervorgegangen, wobei sich von letzterem weitere hellenistische Reiche abspalteten, wie z. B. Pergamon und Pontos oder das griechisch-baktrische Reich.